# Bergbau im Sauerland
Der Bergbau im Sauerland (hier weitgehend konzentriert auf das ehemals kölnische Sauerland) auf Eisen und Nichteisenmetalle war eine der Grundlagen der vorindustriellen wirtschaftlichen Entwicklung dieser Region bis teilweise ins frühe 20. Jahrhundert. Erste Anfänge lassen sich bis in die Antike zurückverfolgen. In dieser Zeit wie auch im Mittelalter war der Blei- und Kupferbergbau von großer Bedeutung. In der frühen Neuzeit trat der Eisenbergbau in den Vordergrund. Insbesondere während des 16. Jahrhunderts blühte der Bergbau. Danach war die Entwicklung wechselhaft. Vor dem Hintergrund der industriellen Entwicklung erlebte der Bergbau im 19. Jahrhundert einen erneuten vorübergehenden Aufschwung. Am Ende des Jahrhunderts wurde der Eisenerzbergbau weitgehend eingestellt, während andere Bereiche teilweise noch weit bis ins 20. Jahrhundert betrieben wurden. Heute erinnern einige Besucherbergwerke an die montanindustrielle Vergangenheit der Region. In den letzten Jahren ist auch die montangeschichtliche Erforschung des „vergessenen Reviers“ in Gang gekommen.

## Natürliche Voraussetzungen
Das Sauerland als Teil des rheinischen Schiefergebirges weist in diversen Verdichtungszonen verschiedene abbauwürdige Nichteisenmetalle wie Blei, Zink und Kupfer auf. Dazu gehören die Reviere um Brilon, Marsberg, Ramsbeck und Olpe. Braun- und Roteisenerz kommt dagegen fast in der gesamten Region vor. Neben dem Erz bieten die zahlreichen Flüsse und Bäche gute Voraussetzungen zur Nutzung der Wasserkraft. Das Holz der Wälder, verarbeitet zu Holzkohle, kann zur Verhüttung genutzt werden.

## Früher Bergbau

### Antiker Bergbau
Früheste Belege für den Bergbau im Sauerland gibt es für die frühe römische Kaiserzeit, in vorrömischer Zeit wurde bislang kein Bergbau sicher nachgewiesen.
Ein deutlicher Fundniederschlag der vorrömischen Eisenzeit in verschiedenen Höhlen sowie die Anlage mindestens einer Wallburg im Warsteiner Raum (Bilsteinhöhle, Eppenloch, Hohler Stein, Wallburg auf den Schafsköppen bei Kallenhardt) wie auch in anderen Bereichen des Sauerlandes belegt eine Besiedelung des eher unwirtlichen Berglandes, die auch mit dem relativen Reichtum an Eisenerz in Zusammenhang gebracht wird. Sichere Spuren eisenzeitlichen Bergbaus oder eisenzeitlicher Verhüttung fehlen jedoch bisher. Die Datierung von in den 1930er Jahren im Lörmecketal ausgegrabenen Rennöfen ist unklar, die damals publizierte eisenzeitliche Datierung muss als nicht gesichert gelten.
Die neuere Forschung geht mittlerweile davon aus, dass zur Zeit der römischen Herrschaft in Germanien in der Gegend von Brilon Blei gewonnen wurde. Ob die Lagerstätten im Besitz des Kaisers waren, der Abbau selbst an Unternehmer verpachtet wurde und das plumbum Germanicum bis in den Mittelmeerraum exportiert wurde, ist derzeit Gegenstand einer Diskussion zwischen Epigraphikern und Montanarchäologen. Unklar ist auch, ob das Römerlager Kneblinghausen zum Schutz möglicher Betriebe unter römischer Regie errichtet wurde. Bis nach Sardinien gibt es zahlreiche Funde von Bleibarren aus dem Gebiet um Brilon aus römischer Zeit. Noch nicht geklärt, aber nicht ausgeschlossen ist, dass auch um das spätere Marsberg Kupfer abgebaut wurde.

### Bergbau im Mittelalter
Archäologisch lässt sich der Erzbergbau bis mindestens ins frühe Mittelalter belegen. In der Nähe von Soest wurde eine Saline aus dem 6./7. Jahrhundert ausgegraben. Dabei fand man Reste von Bleipfannen zum Salzsieden. Auch dieses Material dürfte aus der Nähe von Brilon gekommen sein. Einen schriftlichen Beleg für die Bleigewinnung in diesem Gebiet gibt es für 1103.

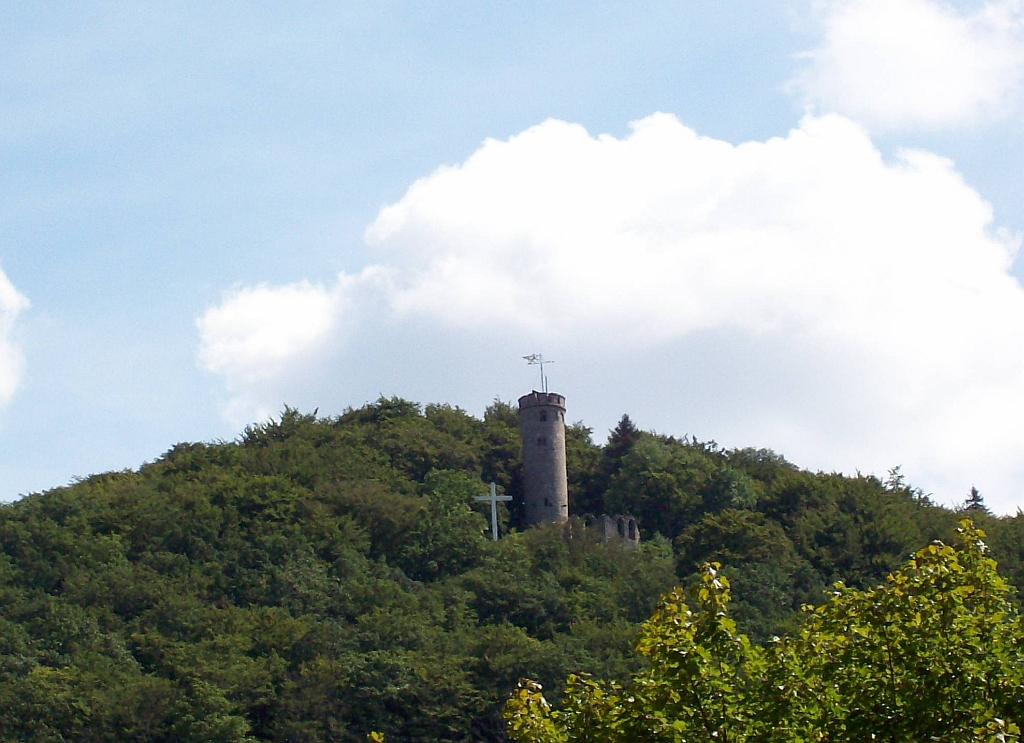
Der Berg Bilstein bei Marsberg war eines der Zentren des mittelalterlichen Kupferbergbaus in der Region

Marsberger Kupfererz wurde bereits im 8. Jahrhundert gefördert und in der villa Twesine nahe der Diemel östlich von Marsberg verarbeitet. Man hat dort 36 Öfen und Röstgruben gefunden, die sich mit Hilfe von Keramikfunden auf die Zeit zwischen 700 und 750 datieren lassen. Wilfried Reininghaus vermutet, dass die karolingische Eroberung der Eresburg neben strategischen Gründen auch die Sicherung der dortigen Erzvorkommen zum Ziel hatte.

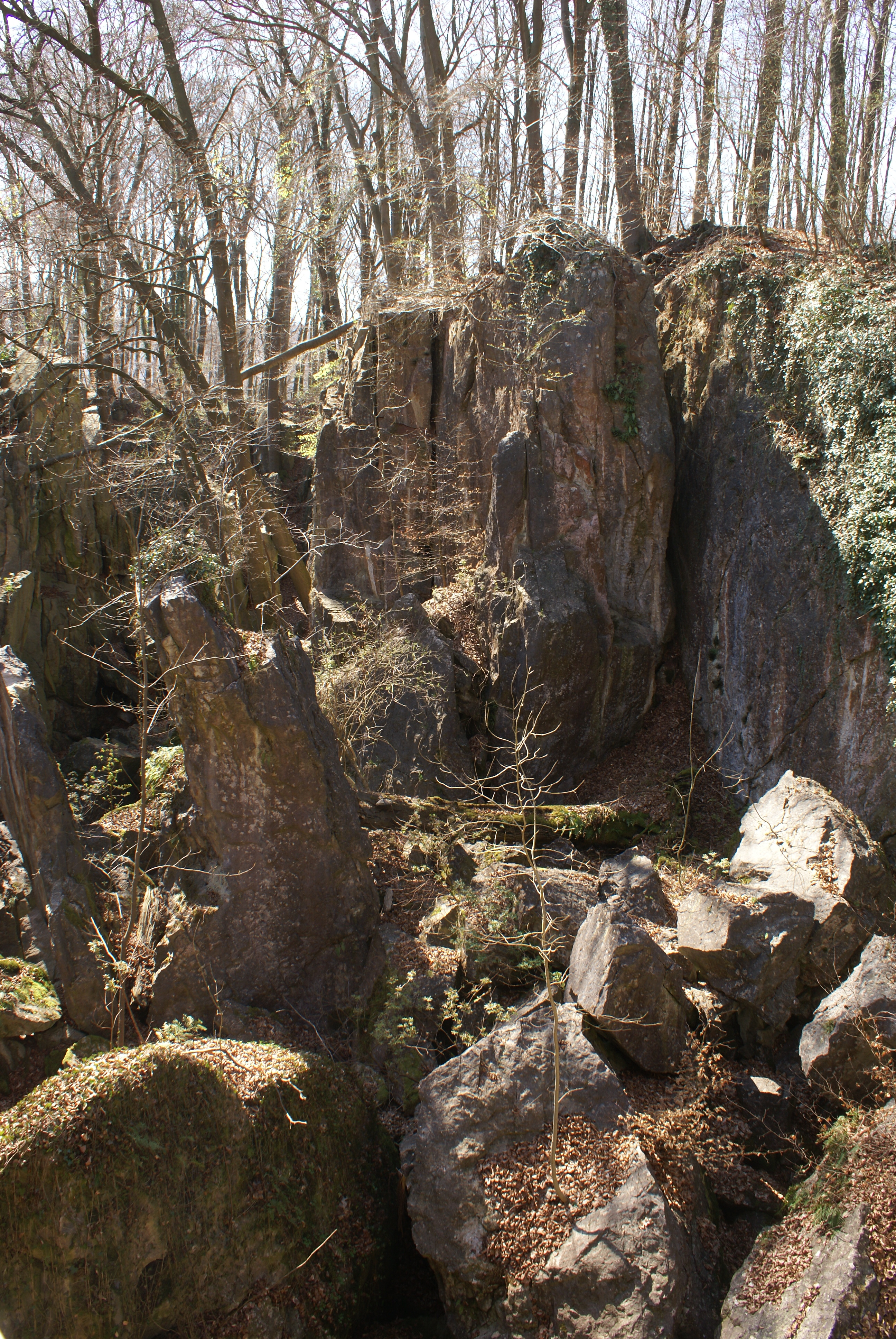
Im Felsenmeer bei Hemer wurde zeitweise intensiv Eisenerzbergbau betrieben

In karolingischer Zeit begann ein Aufschwung der Besiedlung, die sich bis ins 14. Jahrhundert in die Höhenregionen vorschob, sowie des Bergbaus. Unklar ist, inwieweit sich die Einfälle der Ungarn ausgewirkt haben. Sicher ist, dass in ottonischer und salischer Zeit ein erneuter Aufschwung stattgefunden hat: Für die Zeit zwischen 999 und 1155 finden sich im Felsenmeer bei Hemer zahlreiche Bergbau- und Verhüttungsreste. Die Verhüttung erfolgte in Rennfeueröfen. In Ramsbeck belegen Radiokohlenstoffdatierungen untertägigen Abbau am Bastenberg um das Jahr 1000. Die Bedeutung des Montangewerbes nahm bis etwa 1350 zu.
Erhebliche Bedeutung für den Aufschwung hatten die Klöster. So war das Kloster Bredelar seit der Gründung 1196 im Montangewerbe aktiv und hatte einen großen Anteil an der Ausdehnung der Eisengruben im Raum Diemel-Hoppecke. In dem zum Kloster gehörenden Dörfern Giershagen, Messinghausen und Rösenbeck wurden Kupfer und Eisen gewonnen. Zur materiellen Grundausstattung des Klosters Grafschaft gehörten insbesondere Besitzungen, die in bergbaulich aktiven Gebieten etwa um Hemer und Attendorn lagen. Auch das Frauenkloster Oelinghausen war zumindest zeitweise im Montansektor aktiv.
Burgen des hohen Adels lagen in der Nähe von Eisenerzvorkommen. Dies belegt die Rüdenburg bei Arnsberg in unmittelbarer Nähe des Eisenberges, an dem man Pingenfelder gefunden hat.
Auch die Entwicklung der Städte hing mit dem Bergbau eng zusammen. Horhusen (heute Niedermarsberg) erlangte bereits um 10. Jahrhundert nicht zuletzt als Folge der nahegelegenen Kupferproduktion Bedeutung als Marktsiedlung. Im Ort wurden Waren aus Kupfer und Eisen produziert und vertrieben. Der Aufstieg Attendorns zu einer bedeutenden Stadt des kölnischen Westfalens hing auch mit den nahen, leicht zugänglichen Erzvorkommen des Ebbegebirges zusammen. Die Entscheidung für den Standort der 1242 gegründeten Stadt Eversberg wurde von den lokalen Erzvorkommen beeinflusst. In der Nähe hat man ebenfalls Pingen gefunden. Ähnliches gilt auch für andere von den Grafen von Arnsberg oder den Erzbischöfen im 12. oder 13. Jahrhundert gegründeten Städte und Freiheiten, die oft in lokalen Bergrevieren lagen und die montanwirtschaftlichen Erzeugnisse in der Handel brachten. Brilon wurde ein Zentrum der Buntmetallgewinnung und war ökonomisch eng mit der Stadt Soest verbunden.
Konflikte um den Besitz der Gruben gab es 1273, als die Herren von Padberg ihre Ansprüche anmeldeten. Beigelegt wurde die Auseinandersetzung durch die Vermittlung der Städte Marsberg und Korbach. Die Verhüttung oberflächennahen Eisenerzes mittels Rennfeueröfen dürfte in dieser Zeit in der gesamten Region verbreitet gewesen sein. Von erheblicher wirtschaftlicher Bedeutung sowohl in der Grafschaft Mark wie auch im Bereich des Herzogtums Westfalens war die Herstellung von Waffen und Rüstungen. Iserlohn und Marsberg waren neben Soest und Dortmund am Hellweg Zentren der Rüstungsproduktion.
Zunehmend konzentrierte sich der Kupferabbau auf das Gebiet um Marsberg, während bei Brilon vor allem Galmei und Blei gewonnen wurde. In der Gegend von Plettenberg soll der Bergbau auf Kupfer seit 1338 in den Bärenberger Stollen umgegangen sein. Für Endorf lässt eine urkundliche Erwähnung eines Eisenwerkes aus dem Jahr 1348 bergbauliche Aktivitäten vermuten. Dort und in Bönkhausen gab es seit dem 14. Jahrhundert auch Bleibergbau.
Im Bilsteintal bei Warstein (wenige hundert Meter von der Bilsteinhöhle entfernt) wurden um 1900 Eisenhüttenplätze ausgegraben, deren Datierung ins Mittelalter eventuell vertretbar ist. Über diese Grabungen sind derzeit keine schriftlichen Aufzeichnungen bekannt, nicht einmal die genaue Lage der Öfen lässt sich ermitteln. Im Herbst 2006 wurde in diesem Bereich ein Rennofenstandort neu aufgefunden; weitere Befunde weisen auf Eisenproduktion hin. Interessant ist in diesem Zusammenhang ein Bergbaubezirk nur 150 Meter oberhalb des Ofenstandortes. Hier einen direkten Zusammenhang anzunehmen, liegt nahe, aber noch fehlen datierbare Funde. Dieser Abbaubereich (in der Waldflur „Gössel“, im 19. Jahrhundert als Schießstand genutzt, heute teilweise Luchsgehege des Warsteiner Wildparks) hat eine Größe von mindestens 1,5 Hektar und macht einen mehrperiodigen Eindruck. Benachbart liegt ein heute verfüllter Bergbaustandort, die „Winterkuhle“. Diese erscheint bereits in einer Urkunde von 1489, was für mittelalterliche Zeitstellung von Bergbau und Eisenproduktion im Bilsteintal spricht. Flurnamen in Urkunden des ausgehenden Mittelalters und der frühen Neuzeit weisen auch auf eine „Kupferkuhle“ und eine „Bleikuhle“ hin, die nicht genau zu lokalisieren sind. Der Bereich „Kupferkuhle“ ist vom modernen Kalksteinabbau weitgehend zerstört, die „Bleikuhle“, von der Urkunde im Bereich „Dahlborn“ lokalisiert, lässt sich im Gelände bisher nicht finden. Möglicherweise reicht der Abbau auch im Bereich Oberhagen bis ins späte Mittelalter zurück. Ein 1364 erwähntes „smedewerk“ (Eisenhütte mit angeschlossenem Hammer) kann im Bereich der späteren Eisenhütte am Fuße des Oberhagens gelegen haben. 
Nicht ganz klar ist, ob der Bergbau im Sauerland von den Wirtschaftskrise im Spätmittelalter stärker betroffen wurde. Es gibt Hinweise, dass der Bergbau auf Eisen weiter betrieben worden ist. Im märkischen Sauerland kamen mit den Floßöfen und Frischfeuern neue Techniken auf. Sie wurden im Bereich der späteren Kreise Olpe und Arnsberg übernommen, während im östlichen Bereich die ältere Technik weiter vorherrschte. Für eine gewisse Krise spricht, das einige Bergbauorte wie Blankenrode oder die erste Siedlung Bleiwäsche wüst fielen. Nach 1470 erholte sich die Montanwirtschaft wie überall in mitteleuropäischen Bergrevieren zwar, im Gegensatz zu den großen Bergbauzentren, in denen der Bergbau ab 1475 wieder florierte, kam es im Sauerland allerdings zu keinem vergleichbaren Aufschwung.
Ab dem Ende des 14. Jahrhunderts lassen sich Bestrebungen des Erzbischofs von Köln nachweisen, das in der Goldenen Bulle von 1356 festgehaltene Bergregal des Landesherren zu beanspruchen. Dies ist bei einer Verleihung des Bergrechts bei Rüthem um 1390 erkennbar. Eine verschärfte Auseinandersetzung zeigt sich 1482 bei der Beschwerde der Familie von Neheim über den Entzug des Zehnts auf Blei aus dem Gericht Stockum. Das Landrecht spielte gegenüber dem Bergrecht aber noch im 16. Jahrhundert eine Rolle.

## Frühe Neuzeit

### Bergbau im 16. Jahrhundert
Im 16. Jahrhundert wandelte sich die Struktur der alten Reviere um Brilon und Marsberg. Statt Blei und Kupfer trat die Eisenverhüttung und -verarbeitung in den Vordergrund. Die Kaufleute beider Städte investierten in die Eisenverhüttung und Verarbeitung zu Stabeisen im östlichen Sauerland bis weit nach Waldeck hinein. An den Flüssen Diemel, Hoppecke und Itter beispielsweise lagen zahlreiche mit Wasserkraft betriebene Hammerwerke. Von erheblicher Bedeutung wurde auch die Weiterverarbeitung der Metalle zu Öfen, Glocken oder Geschützen aus Gusseisen. Ab Beverungen, dem nächstgelegenen Hafen an der Weser, wurden jährlich mehrere hunderttausend Pfund Eisen und Eisenwaren bis nach Bremen vertrieben. Um knappe Ressourcen etwa um Holz gab es Konflikte zwischen den Bürgern der Städte, dem Kloster Bredelar und Adelsfamilien etwa derer von Padberg. Der Erzrohstoff kam in diesem Teil der Region vor allem aus dem Briloner Eisenberg und dem Assinghauser Grund. Nicht zuletzt wegen seines Rohstoffreichtums war der Assinghauser Grund zwischen Waldeck und dem kurkölnischen Herzogtum Westfalen umstritten. Rund um Siedlinghausen erfuhr der Bergbau nach 1560 einen erheblichen Aufschwung. 1596 gab es allein im Gogericht Brilon 16 Bergwerke und 23 Hütten.
Daneben war auch das Tal der Lenne mit ihren Nebenflüssen ein Zentrum der Montanindustrie mit zahlreichen Hammer- und Hüttenwerken. Einen Teil der Rohstoffe neben dem heimischen Bergbau bezogen diese Werke vom benachbarten Siegerländer Erzbergbau. Während um Brilon und Marsberg bürgerliche Unternehmerfamilien die treibenden Kräfte waren, spielten an der Lenne zu dieser Zeit der Adel eine wichtige Rolle. Insbesondere die Familie von Fürstenberg engagierte sich stark im Montanbereich. Der Bergbau am Rhonard bei Olpe wurde ab 1550 von den Kölner Kurfürsten und den Grafen von Siegen kontrolliert.
Die Blei- und Kupfergewinnung ging wohl nicht zuletzt deshalb zurück, weil die oberflächennahen Erze weitgehend abgebaut waren. Einen kurzfristigen Aufschwung erfuhr die Förderung unter Kurfürst Gebhard von Mansfeld. Er zog auswärtige Experten und Investoren heran. Ausgebeutet wurden (teilweise) silberhaltige Bleierzvorkommen bei Endorf, Silbach oder Ramsbeck. Kupferbergbau fand ebenfalls am Bastenberg in Ramsbeck sowie in Hagen, auf dem Kupferberg bei Meinkenbracht und vor allem in der Rhonard bei Olpe statt. Silbach wurde noch zur Zeit von Kurfürst Gebhard von Mansfeld zur Bergfreiheit erhoben, Endorf Ende des 16. Jahrhunderts unter Kurfürst Ernst von Bayern. In Endorf hatte zu dieser Zeit auch der kurfürstliche Bergmeister seinen Sitz. Für die überregionale Bedeutung spricht, dass Augsburger Bürger als Gewerken nach 1560 in den Bergbau auf Blei, Kupfer und Vitriol bei Rüthen investierten.

### Bergbau im 17. und 18. Jahrhundert

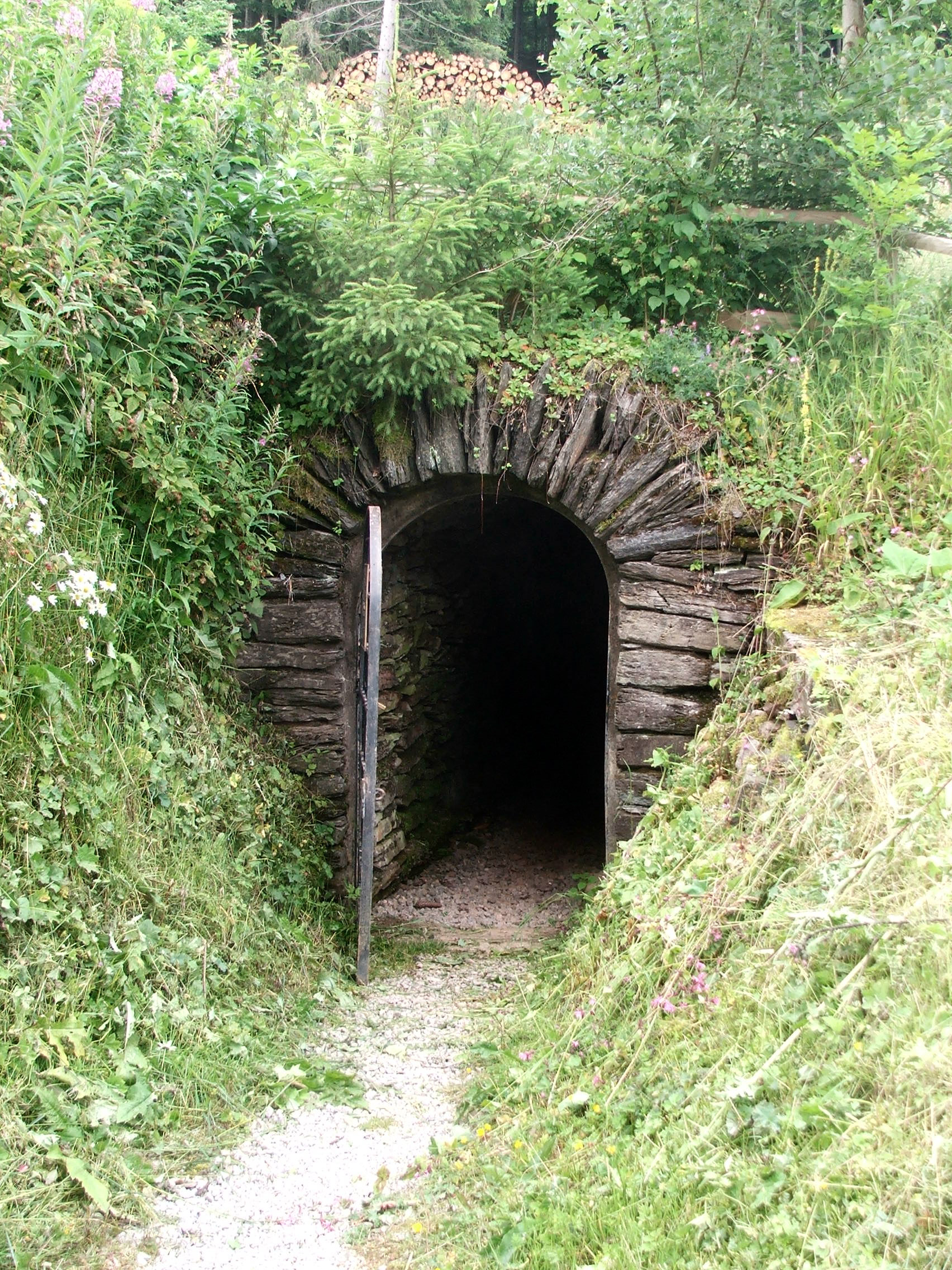
Mundloch des Philipp-Stollens in Olsberg

Die gute Absatzlage für die meisten Bergwerke hielt bis in den Dreißigjährigen Krieg an. Die Entwicklung während des Dreißigjährigen Krieges war teilweise widersprüchlich. Zunächst profitierten Bergbau und die weiterverarbeitenden Betriebe von der Nachfrage nach Kriegsmaterial. So investierten 1620 holländische Kaufleute in den Bergbau und die Verhüttung im Sauerland. Es entstand eine Hütte bei Stadtberge (später Marsberg genannt), die sich vor allem auf Kanonen und Kanonenkugeln spezialisierte. Auch im weiteren Verlauf des Krieges wurden Rüstungsgüter, wie 1633 nach Amsterdam, exportiert. Noch 1643 war Eisen aus dem Sauerland ein begehrtes Handelsgut für Kaufleute aus Bremen. Der Krieg wirkte sich indes durch die Zerstörung der landwirtschaftlichen Lebensgrundlagen negativ auf die Bevölkerung aus. Insgesamt litt die Region darunter, dass es nur unzureichend gelang, diese Folgen des Krieges auszugleichen.
In der Nachkriegszeit bis zum Ende des alten Reiches war die Entwicklung wechselhaft. Immer wieder kam es zur Einstellung des Bergbaus und der Verarbeitung in den einzelnen Revieren. Auf der anderen Seite begann man am Briloner Eisenberg mit Hilfe gewerkschaftlich betriebener Erbstollen auf tiefer gelegene Erze abzubauen. Die Ausbeute reichte aus, um eine Reihe von Hütten- und Hammerwerke zu betreiben. Aber die Expansion wurde durch technische Probleme in einigen Revieren etwa um Giershagen stark behindert. Insbesondere bekam man die Wasserhaltung nicht in den Griff. Zeitweise waren die Hütten- und Hammerwerke rund um Marsberg von Erzimporten aus Waldeck abhängig. Im Assinghauser Grund und rund um Medebach verlor die Eisenherstellung an Bedeutung. Ein Teil der ehemals im Bergbau und in Hammerschmieden Beschäftigten war auf Saisonarbeit angewiesen. Bis ins 19. Jahrhundert hinein stellten sie etwa in Bruchhausen und Silbach Nägel in der Heimindustrie her, die von Wanderhändlern des oberen Sauerlandes vertrieben wurden. Die Zahl der Nagelschmieden war mit 500 im Jahr 1850 sehr hoch.

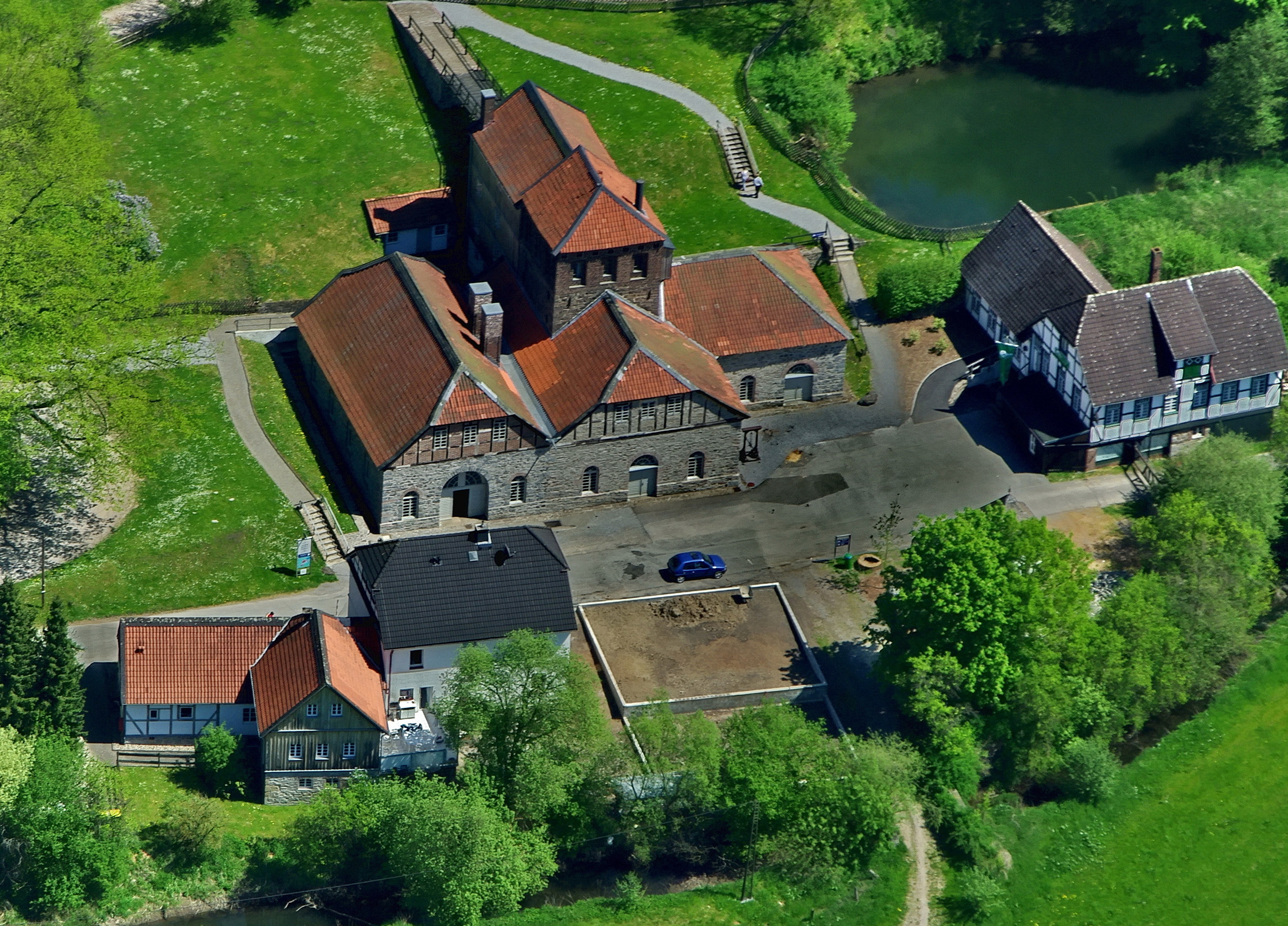
Luisenhütte bei Balve (Gesamtanlage (2008))

Insgesamt verlagerte sich der Schwerpunkt in den Lenneraum sowie in die Täler der Röhr und der Hönne. In der ersten Hälfte des 18. Jahrhunderts belebte sich der Eisenbergbau im Raum Balve, Sundern sowie den Gegenden um Drolshagen, Attendorn und Olpe im Biggetal. In diesem Raum spielten weniger die bürgerlichen Unternehmern, sondern in starken Maße der Adel eine Rolle. Einen erheblichen Einfluss auf diese Entwicklung ging vom wirtschaftlichen Aufschwung im märkischen Sauerland, insbesondere von der Fertigwarenproduktion in Altena, Iserlohn und Lüdenscheid aus. Es investierten nicht wenige märkische Kaufleute und Unternehmer in der Region. Im Nordwesten der Region kam es zu einer starken wirtschaftlichen Verflechtung mit dem märkischen Raum. Daneben entwickelten die Eisenhändler aus Olpe stärkere unternehmerische Aktivitäten und erwarben Hammerwerke an der oberen Lenne und um Kirchhundem. Die Wendener Hütte, die um 1720 gegründet wurde, und weitere Hütten steigerten die Nachfrage nach Erz. Im kölnischen Sauerland wurden ältere Gruben wieder in Betrieb genommen und neue Reviere erschlossen. Allerdings überstieg die Nachfrage die Fördermenge deutlich, so dass die Hütten- und Hammerwerke an der Lenne stark vom Rohstoffimport aus dem Siegerland abhängig waren.

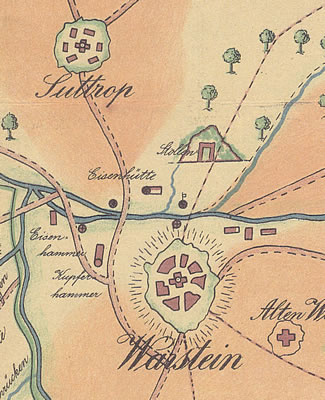
Karte von 1630, zu erkennen: der Bereich Oberhagen mit Stollenmundloch und Eisenhütte

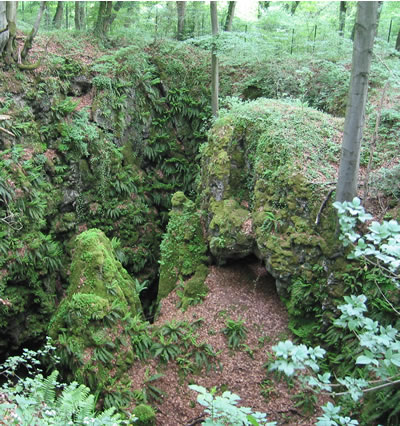
Große Pinge der aufgelassenen Eisenerzgrube „Rom“ im NSG Oberhagen, Warstein. Knapp rechts der Bildmitte ist ein angeschnittener Schacht zu erkennen, der in den tiefer liegenden Stollen führt.

Einen wohl kontinuierlichen Bergbau- und Verhüttungsbetrieb hat es im Raum Warstein seit dem späten 16. Jahrhundert gegeben. Dabei spielte Matthias Gerhard von Hoesch und seine Nachfolger eine wichtige Rolle. Sie besaßen eine Eisenhütte, in denen sie Erze aus Suttrop und anderen Gebieten sowie Holzkohle aus den kurfürstlichen Wäldern verarbeiteten. Ein erster sicherer Hinweis auf untertägigen Abbau findet sich auf einer Karte aus dem Jahr 1630, wo im Bereich „Oberhagen“ ein Stollen eingetragen ist, in direkter Nachbarschaft zu einem eingezeichneten Eisenhammer und einer Eisenhütte. Im Bereich Oberhagen lassen sich noch heute zahlreiche Spuren des Bergbaus finden: Pingen, eingestürzte Grubenbauten, verstürzte Stollenmundbereiche, Halden, Verkehrswege. Zusammenhängende Bergbauspuren im Oberhagen lassen sich auf einer Fläche von etwa 3 Hektar finden. Untertägig sind noch heute einige Bereiche der Grube „Rom“ zugänglich, dabei auch ein mindestens 200 Meter langer Entwässerungsstollen. Auch in diesem Bereich ist Bergbau über einige Jahrhunderte betrieben worden. Derzeit erscheint es so, dass es bis zur Mitte des Dreißigjährigen Krieges einen relativen Aufschwung der Warsteiner Montanindustrie gab, der dann allerdings endete. Erst im frühen 18. Jahrhundert wurde der Bergbau und die Eisenverarbeitung in Warstein in größerem Maße wieder aufgenommen (Konzessionierung einer Eisenhütte durch Erzbischof Clemens August im Jahr 1739).
Ebenso wie der Eisenerzbergbau erlebte auch der Bergbau auf Buntmetalle zwischen 1648 und 1815 Zeiten des Aufschwungs und Phasen der Krise. Insgesamt blieb dieser hinter der Entwicklung im Hochmittelalter zurück. Der Kupferbergbau bei Rhonard ging zu Beginn des 17. Jahrhunderts stark zurück. Erst im Besitz der Familie von Brabeck wurde er ab den 1680er Jahren sehr profitabel betrieben. Auch in Silberg blühte der Kupferbergbau im 18. Jahrhundert, Eigentümer war der Kasseler Messinghof.
Der Kupferbergbau im Silbach war zwischen 1690 und 1765 von einer gewissen Bedeutung, danach wurde er nur im geringen Umfang weiter betrieben. Der Bergbau im Ramsbeck stand zunächst unter Kontrolle der Kurfürsten, ehe er allmählich in den Besitz des Adels und Bürgertums überging. Die zeitweise hochgesteckten Erwartungen erfüllten sich im 18. Jahrhundert kaum. Dagegen kam es seit etwa 1690 zu einem Aufschwung des Marsberger Kupferbergbaus. Dabei wurden alte Vorkommen wieder aufgeschlossen und Mutungen in der Umgebung nach neuen Vorkommen angestellt. In Marsberg selbst wurde Kupfer abgebaut und verhüttet. Für die Entwicklung spielten hier Kaufleute aus Hessen und Johann Theodor Möller aus Warstein eine bedeutende Rolle. Bei Arnsberg begann gegen Ende des 18. Jahrhunderts in der Caspari-Zeche in bescheidenen Umfang der Bergbau auf Antimon.

### Montanpolitik und Bergverwaltung
Bis in das 16. Jahrhundert standen Land- und Bergrecht nebeneinander. Der Kölner Kurfürst hat zwar schon im 14. und 15. Jahrhundert Ansprüche aus dem landesherrlichen Bergregal geltend gemacht. Jedoch regelte er das Bergrecht erst im 16. Jahrhundert umfassender durch den Erlass von Bergordnungen und errichtete eine eigene Bergverwaltung.

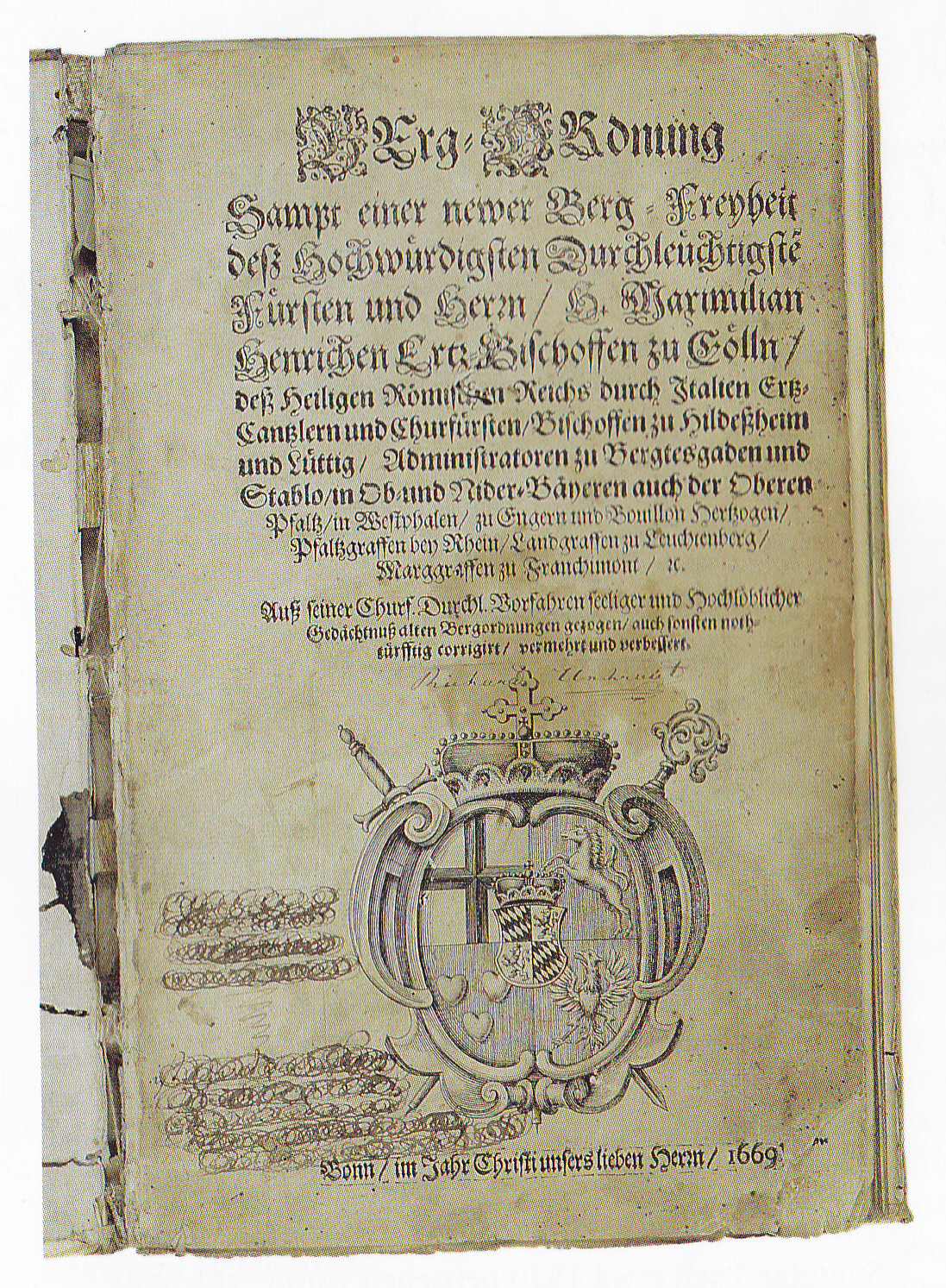
Kurkölnische Bergordnung von 1669, im Auftrag von Kurfürst Maximilian Heinrich, Erzbischof von Köln

1533 wurde die erste Bergordnung erlassen, der bis 1559 mehrere folgten. Diese beschäftigten sich vor allem mit dem im Sauerland etwa ab 1530 betriebenen Stollenbergbau und orientierten sich am sächsischen Bergrecht. Die Landesherren waren an einer Ausweitung des Montansektors interessiert. Sie gestanden 1559 den Gewerken des Assinghauser Grundes weitgehende Rechte im Berg- und Hüttenwesen zu, erhoben Silbach sowie Endorf zur Bergfreiheit und führten eine Bergverwaltung ein. Auswärtige Experten kamen als Bergverwalter und auswärtiges Kapital wurde investiert. 1605 verzichtete der Erzbischof sogar für 18 Jahre auf den Bergzehnt, um die Expansion im Montansektor zu fördern. Die bei der Erhebung zu Bergfreiheiten gehegten Erwartungen erfüllten sich nicht, in beiden Orten ging die Bedeutung des Bergbaus im 17. Jahrhundert zurück. Endorf verlor das Bergamt und erschien im 18. Jahrhundert auch nicht mehr als Freiheit.
| Jahr | Titel                    | Erlass durch                              | Bemerkung |
| ---- | ------------------------ | ----------------------------------------- | --------- |
| 1533 | Kurkölnische Bergordnung | Kurfürsten Hermann von Wied               |           |
| 1534 | Kurkölnische Bergordnung | Kurfürsten Hermann von Wied               |           |
| 1549 | Kurkölnische Bergordnung | Kurfürsten Adolf III. von Schaumburg      |           |
| 1557 | Kurkölnische Bergordnung | Kurfürsten Anton von Schaumburg           |           |
| 1559 | Kurkölnische Bergordnung | Kurfürsten Gebhard von Mansfeld           |           |
| 1669 | Kurkölnische Bergordnung | Kurfürsten Maximilian Heinrich von Bayern |           |

Nach dem Dreißigjährigen Krieg versuchten die Kurfürsten, das Montanwesen und die Wirtschaft im Herzogtum zu verbessern. Die Maßnahmen zur Stärkung der Binnenwirtschaft hatten merkantilistische Züge. Wegen ebenfalls merkantilistischer Politik anderer Staaten blieb die Lage im Herzogtum Westfalen jedoch schlecht. In dieser Zeit wurde auch die letzte kurfürstliche Bergordnung (1669) erlassen. In ihr nahm wegen der aktuellen Absatzprobleme im auswärtigen Eisenhandel die Weiterverarbeitung einen breiten Raum ein.
Der Sitz des westfälischen Bergamtes verlagerte sich nach dem Dreißigjährigen Krieg allmählich von Endorf nach Brilon. Es wurde von einem Berghauptmann geleitet, hatte dafür zu sorgen, dass der Bergzehnte an die Regierungskasse abgeführt wurde, und war für die Erteilung von Mutungsrechten, Belehnungen sowie die Jurisdiktion im gesamten Bereich des Berg-, Hütten- und Hammerwesens zuständig. In Olpe entwickelte sich nach 1650 ein eigenes Unterbergamt. Obwohl Brilon auf dem Papier die Oberhoheit behielt, handelte des Olper Bergamt faktisch autonom. Beide Ämter unterstanden der 1692 gegründeten Hofkammer in Bonn. Dieser gelang es besser als den Bergämtern, sich gegen den örtlichen Adel durchzusetzen.
Der Einfluss der Bergverwaltung ging nach 1680 zugunsten der Montanbesitzer immer mehr zurück, was auch daran lag, dass keine Fachleute in die Bergämter geholt wurden. Gewerken wie Landesherr waren mehr an den jährlichen Einnahmen als an einer nachhaltigen Entwicklung interessiert. Um die inländischen Hütten und Hämmer auszulasten, wurde Eisen importiert. Die Strafzölle auf importiertes Roheisen wurden nach Verhandlungen der Ritterschaft mit dem Domkapitel 1711 wieder aufgehoben. Kohle, die für die inländische Produktion benötigt wurde, war auch in Nachbarterritorien begehrt. Die Ausfuhr wurde 1679 verboten, dies hinderte vor allem adlige Waldbesitzer aber nicht ernsthaft am Export. Nach dem Siebenjährigen Krieg gab es Überlegungen, aus jedem Ort zwangsweise Bergleute abzuordnen, die aber nicht realisiert wurden. Um von Importen unabhängig zu sein und den Pulverbedarf im Bergbau zu decken, förderte der Landesherr in den 1780er Jahren die Gründung einer Pulvermühle in Hellern bei Meschede.
Am Ende des 18. Jahrhunderts bemühte sich Franz Wilhelm von Spiegel, der Landdrost und später Präsident der Hofkammer war, um Reformen in der Montanwirtschaft. Er plante auch die Errichtung einer Bergakademie in Brilon. Er prangerte Planlosigkeit, Kurzsichtigkeit, Unwissenheit und Egoismus privater Gesellschaften an, der auf raschen Gewinn ziele, konnte aber in seiner kurzen Amtszeit nicht viel bewirken.

### Organisation und tragende Kräfte
Als  Bergbauunternehmer traten der Adel, Klöster und städtische Gewerke auf; kurfürstliche Eigenbetriebe gab es selten. Als Klöster sind das Kloster Bredelar und das Kloster Grafschaft zu nennen, die bereits im Hochmittelalter in der Montanwirtschaft aktiv waren. Kloster Bredelar besaß bis zu seiner Auflösung eine große Anzahl Grubenanteile.
Eine wichtige Rolle für die bergbauliche Entwicklung spielte der Adel. Die Adelsfamilien beteiligten sich entweder an Gewerkschaften oder betrieben auf ihrem Grundbesitz eigene Gruben. Zu diesen adeligen Unternehmern zählten etwa die Häuser von Fürstenberg (seit 1560 im Kreis Olpe, bis 1780 auch in Ramsbeck), von Wrede (Julianenhütte bei Amecke), von Landsberg-Velen (Luisenhütte bei Balve) aber auch die Familien von Dücker, die Spiegel zum Dessenberg auf ihrem Besitz in Canstein  und die von Plettenberg. Die Familie von Brabeck konnte ihr Unternehmen überregional ausbauen und betrieb auch Gruben im Harz und im Siegerland. Man schätzt, dass zwischen 1660 und 1803 rund ein Viertel aller landtagsfähigen Adelsfamilien Bergwerke oder andere montangewerbliche Betriebe besaßen. Insbesondere zwischen 1720 und 1750 intensivierte der Adel sein Engagement im montanen Bereich. Bemerkenswert ist sein Versuch, ähnlich wie in den vertikal organisierten Konzernen des 19./20. Jahrhunderts, alle Verarbeitungsschritte von der Erzförderung über die Verhüttung, die Herstellung von Halbzeugen bis hin zu Fertigprodukten zu vereinen.

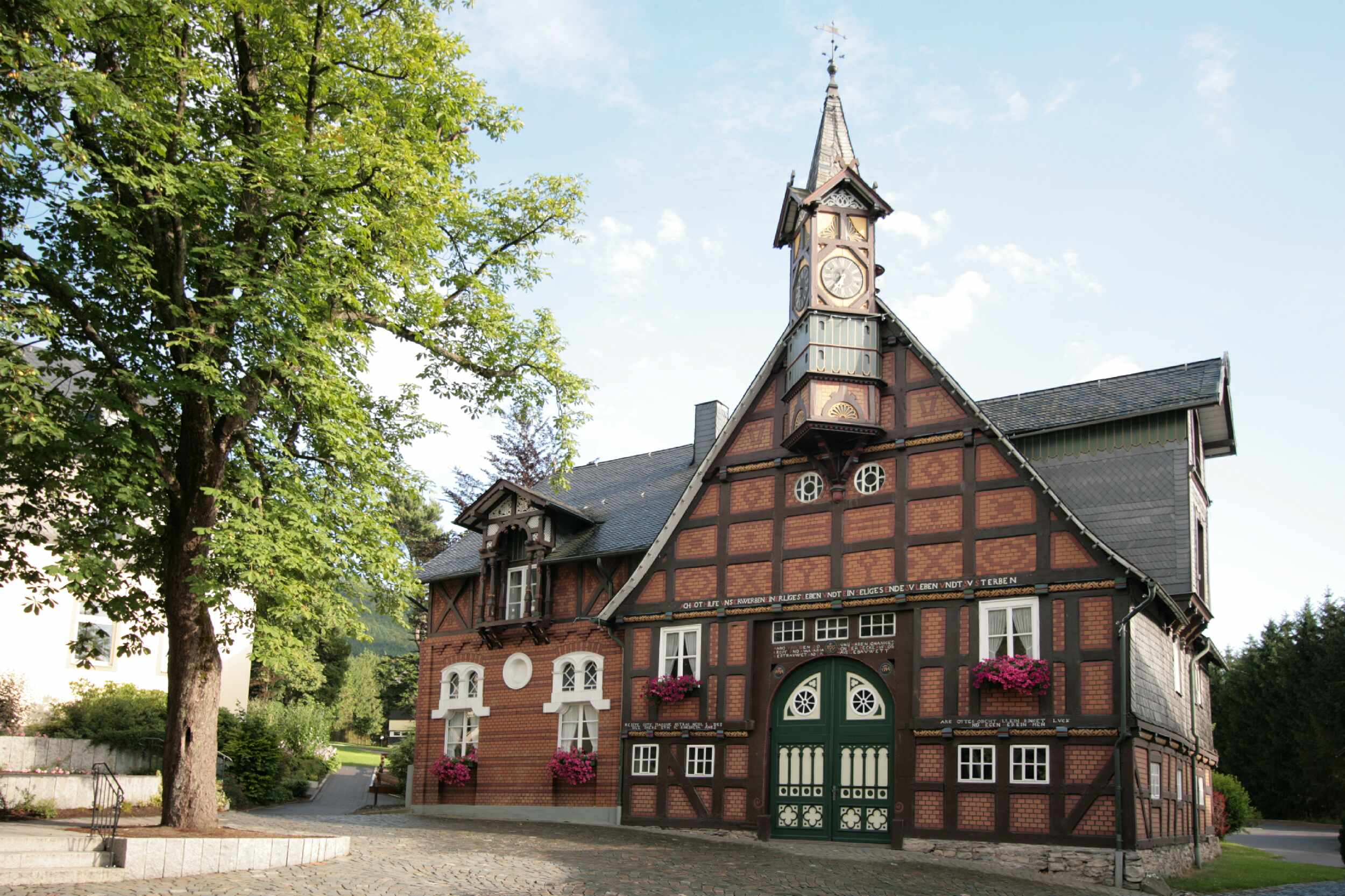
Das Kropff’sche Haus in Olsberg geht auf den Beginn des 18. Jahrhunderts zurück und war im Besitz der Gewerkenfamilie Kropff

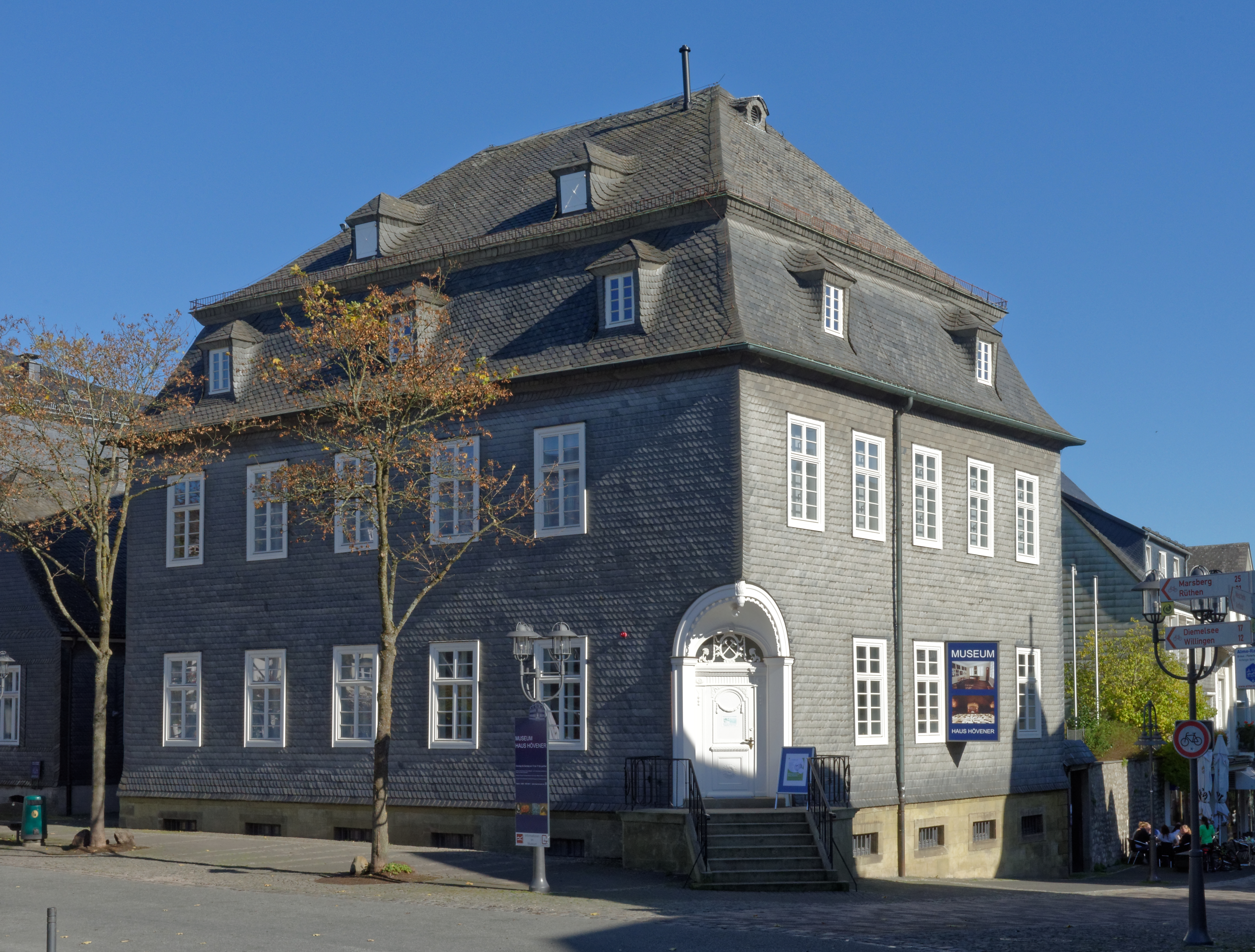
Das Haus Hövener in Brilon beherbergt das Museum Haus Hövener

In der frühen Neuzeit entwickelte sich auf Basis des Bergbaus Ansätze eines Sauerländer Wirtschaftsbürgertums besonders im Bereich Brilon, Marsberg, Attendorn und Olpe. Im Montanbereich tätige Kaufleute sind spätestens seit dem 15. Jahrhundert nachgewiesen. Vielfach betrieben bergrechtliche Gewerkschaften die Gruben. In diese Gesellschaften investierten wohlhabende Landbesitzer und Stadtbürger. Bei einigen nahm das bergbauliche Engagement bereits modern anmutende Züge an, die Unternehmerfamilie Ulrich beispielsweise besaß im Ostsauerland große Anteile an den Gruben und zur Weiterverarbeitung eine ganze Reihe von Hütten und Hämmern. Auch in anderen Teilen der Region dienten die Gruben der Rohstoffversorgung nahegelegener Hüttenwerke. Im Raum Sundern etwa gehörte die Endorfer Hütte der Familie Lentze. Oft wurden Gruben und weiterverarbeitende Betriebe verbunden. Für derartige Unternehmer entwickelte sich seit dem 16. Jahrhundert der Begriff Reidemeister. Diese hatten teilweise weit gespannte Geschäftsbeziehungen, Reidemeister aus Marsberg machten um 1600 Geschäfte mit Partnern in den Niederlanden. Im heutigen Kreis Olpe ging der Schwerpunkt seit etwa 1550 von Attendorn auf Unternehmer aus Olpe über. Gewerken im ländlichen Bereich gehörten meist zu den dörflichen Oberschichten.

### Steinbrüche bis zum 18. Jahrhundert
Neben dem Erzbergbau gab es im Herzogtum Westfalen auch gewerblich genutzte Steinlagerstätten, deren Abbau teilweise im Mittelalter begann. Aus dem 14. Jahrhundert lassen sich Lieferungen von Rüthener Grünsandstein an Kirchen und Köster ins Münsterland nachweisen. Nach dem Dreißigjährigen Krieg zog dieser Baustoff Handwerker aus dem gesamten deutschsprachigen Raum an. Frühe Schieferabbaugebiete waren Antfeld und Hallenberg. In Antfeld soll der Schieferabbau nach der lokalen Überlieferung im 16. Jahrhundert begonnen haben. Der Abbau wurde von den adligen Besitzern des Hauses Antfeld betrieben, die sich 1727 gegen bäuerliche Konkurrenz aus Nuttlar wehrten. Schiefer aus Hallenberg wurde 1578 für den Neubau des Schlosses Arnsberg verwendet. Aus Steinbrüchen bei Kallenhardt wurden spätestens seit dem 16. Jahrhundert Mühlsteine und Steine für den Ausbau von Hochöfen geliefert.

## Bergbau im 19. und 20. Jahrhundert

### Niedergang der Eisenerzförderung und -verhüttung im 19. Jahrhundert
Über die Bedeutung der Wirtschaft und des Bergbaus im kurkölnischen Westfalen können wegen der vergleichsweise schlechten Quellenlage keine genauen Aussagen gemacht werden. Jedoch wird sie mit der Bedeutung von Nachbarregionen vergleichbar gewesen sein. Die abschätzige Beurteilung der Region durch preußische Beamte und Militärs um das Jahr 1800 wird als polemisch angesehen.
Nach der Übernahme des Herzogtums Westfalen durch Preußen im Jahr 1815 setzte jedoch keine Verbesserung ein. Die Lagerstätten waren zwar noch ergiebig, die Produktionstechniken konnten jedoch kaum noch mit denen im märkischen Sauerland und Ruhrgebiet konkurrieren, die im Gegensatz zum Sauerland nicht mehr auf Holzkohle, sondern auf Steinkohle basierten, deren Transport ins Sauerland unrentabel war. Dazu kam – wie in anderen Territorien auch – die Konkurrenz englischer und belgischer Eisenwaren. 1822 schlossen zwei Briloner und Olsberger Gewerkenfamilien einen Vertrag, um ihr Kapital in der Olsberger Hütte zu konzentrieren, die dadurch langfristig bestehen konnte. 35 Jahre später gab es im Kreis Brilon noch die Theodors- und die Olsberger Hütte, in denen Hochöfen betrieben wurden. Dazu kamen noch einige Frischhämmer; das Kleineisengewerbe wie Nagelschmieden war ebenfalls zurückgegangen.
Zur Jahrhundertmitte hoffte man auf die Eisenbahn, um die vorhandenen Erzvorkommen zu nutzen. Der Eisenbahnanschluss Olsbergs im Jahr 1867 führte zu einem kurzfristigen Bergbaufieber, die Förderung konnte sich auf dem Weltmarkt jedoch nicht mehr behaupten, da das Erzvorkommen nicht mehr der entscheidende Standortfaktor war.

### Bergreviere

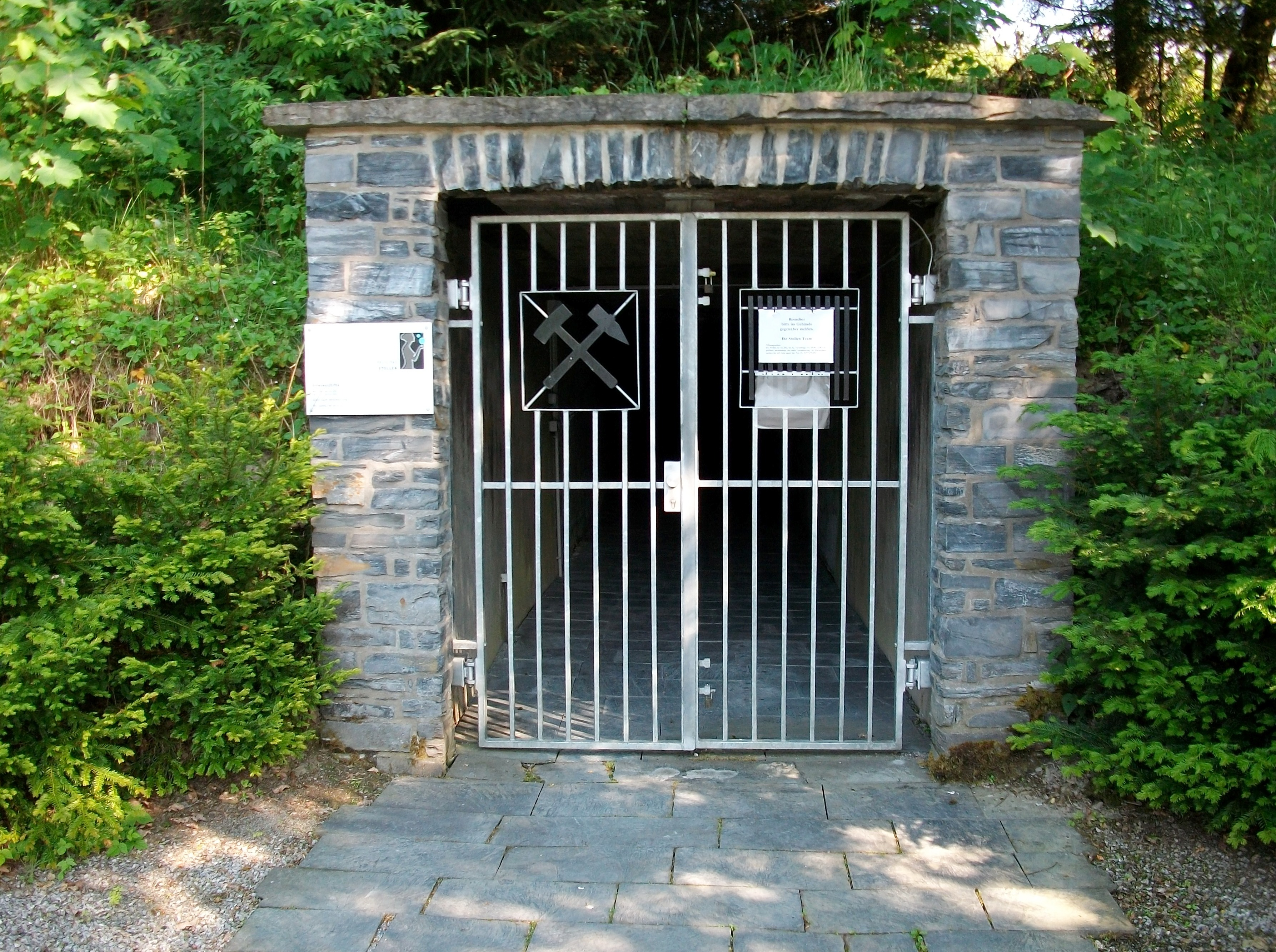
Felicitas-Stollen bei Bad Fredeburg

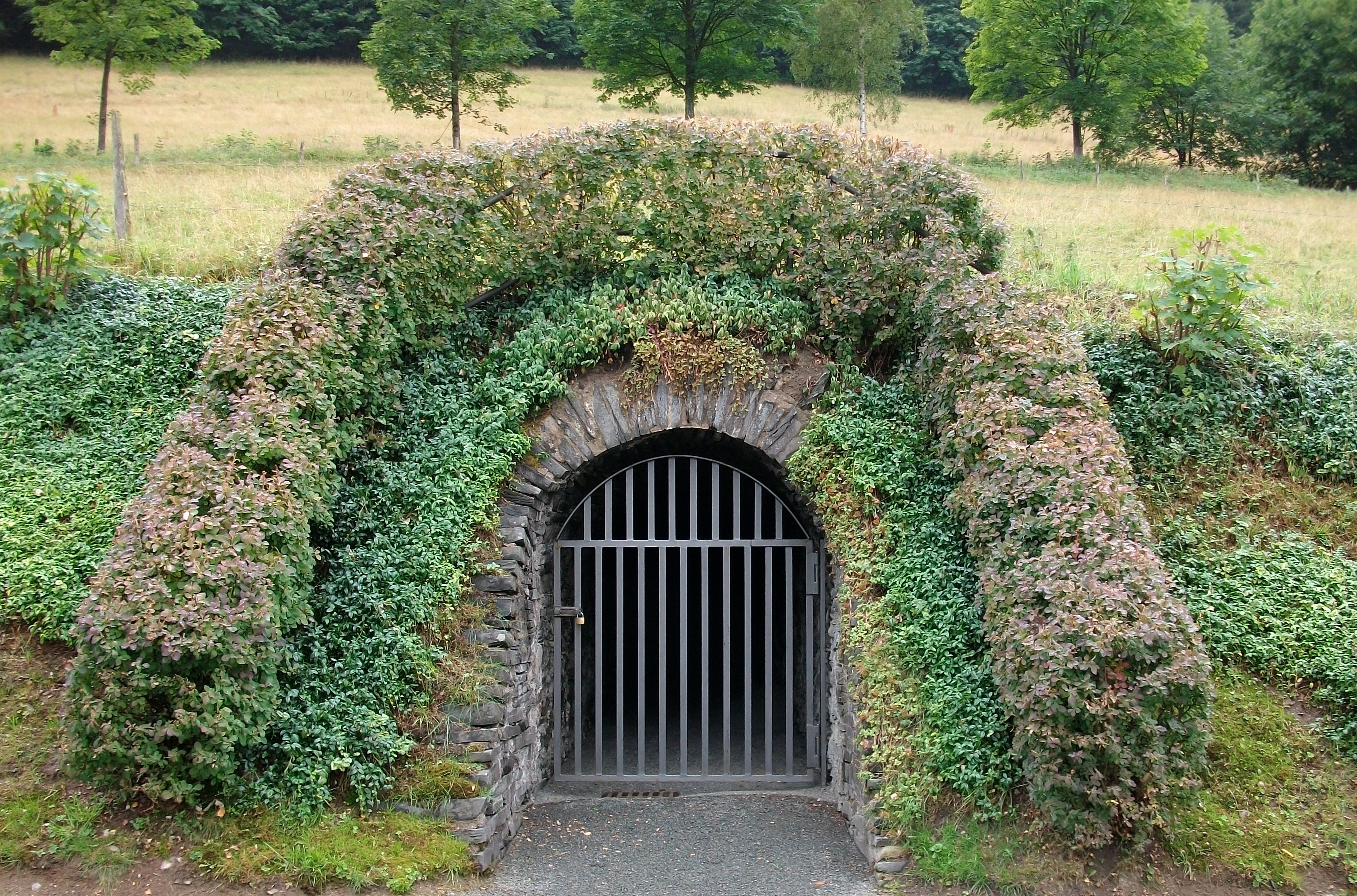
Schieferabbau in Nordenau (Stollenmundloch)

Gegliedert war das ehemals kurkölnische Sauerland in preußischer Zeit in die Bergreviere Arnsberg, Brilon und Olpe. Diese unterstanden dem Oberbergamt Bonn. Dabei umfasste das Revier Arnsberg den Kreis Arnsberg mit Ausnahme des Amtes Warstein. Hinzu kamen einige Ämter im Kreis Meschede, einige Gebiete in den Kreisen Iserlohn, Soest und Olpe. Zeitweise hatte auch die Antimonförderung auf der Caspari-Zeche bei Arnsberg eine gewisse Bedeutung. Von wirtschaftlicher Bedeutung waren außer dem ebenfalls unter das Bergrecht fallenden Schieferabbau in der Gegend von Fredeburg (Verbundbergwerk Magog-Gomer-Bierkeller) im Kreis Meschede, dessen Hauptschieferzug im Stadtgebiet Schmallenberg bis zu den Schieferabbaugebieten nach Lengenbeck und Nordenau reichte, vor allem der Schwefelkiesabbau bei Meggen und Halberbracht im Kreis Olpe. Das Revier Olpe deckte sich weitgehend mit dem Kreis Olpe. Hinzu kamen einzelne Ämter des Kreises Meschede. Die größte Bedeutung hatte der Bergbau im Revier Brilon. Dazu zählten neben dem Gebiet um Warstein im Kreis Arnsberg die meisten Ämter des Kreises Meschede und der Kreis Brilon. Dieses Revier war nicht nur das Zentrum des Schieferabbaus vor allem rund um Nuttlar, sondern dort befanden sich auch die größten Metall- und Eisenerzgruben insbesondere im Ramsbecker Gebiet und in der Nähe von Niedermarsberg. Eine Entwicklung des 20. Jahrhunderts war der Schwerspatbergbau in Dreislar.
Die ursprüngliche Reviereinteilung wurde mehrfach geändert. So kam es 1891 zur Bildung des Bergreviers Olpe-Arnsberg zunächst mit Sitz in Attendorn, seit 1901 in Arnsberg. Im Jahr 1907 wurde dieses in Revier Arnsberg umbenannt. Unter Einschluss der Reviers Brilon wurde 1932 das Bergrevier Sauerland zunächst mit Sitz in Siegen und seit 1937 in Arnsberg gegründet. Dieses wurde 1943 zum Bergamt Sauerland erklärt. Im Jahr 1965 wurde es mit dem Bergamt Siegen vereinigt.

### Bergrecht
Bergrechtlich galt bis zur Einführung des allgemeinen preußischen Berggesetzes im Jahr 1865 im Wesentlichen die alte kurkölnische Bergordnung aus dem 17. Jahrhundert, ergänzt um verschiedene Einzelvorschriften. Kennzeichnend war, dass auch in preußischer Zeit im Sauerland die Einführung des Direktionsprinzips ausblieb. Von Relikten wie dem Knappschaftswesen abgesehen, unterschieden sich die Bergleute bereits im 18. Jahrhundert nur unwesentlich von normalen Lohnarbeitern. Die geringe obrigkeitliche Reglementierung des Bergwesens erleichterte auf der anderen Seite unternehmerisches Handeln und den Zufluss von auswärtigem Kapital durch die Gründung von Aktiengesellschaften. Diese relativ günstigen Bedingungen wirkten sich wirtschaftlich durchaus positiv auf den Bergbau der Region aus. Für das Gebiet des Herzogtums Westfalens bestand vom 16. bis 19. Jahrhundert das Bergamt des Herzogtums Westfalen.

### Wirtschaftliche Bedeutung

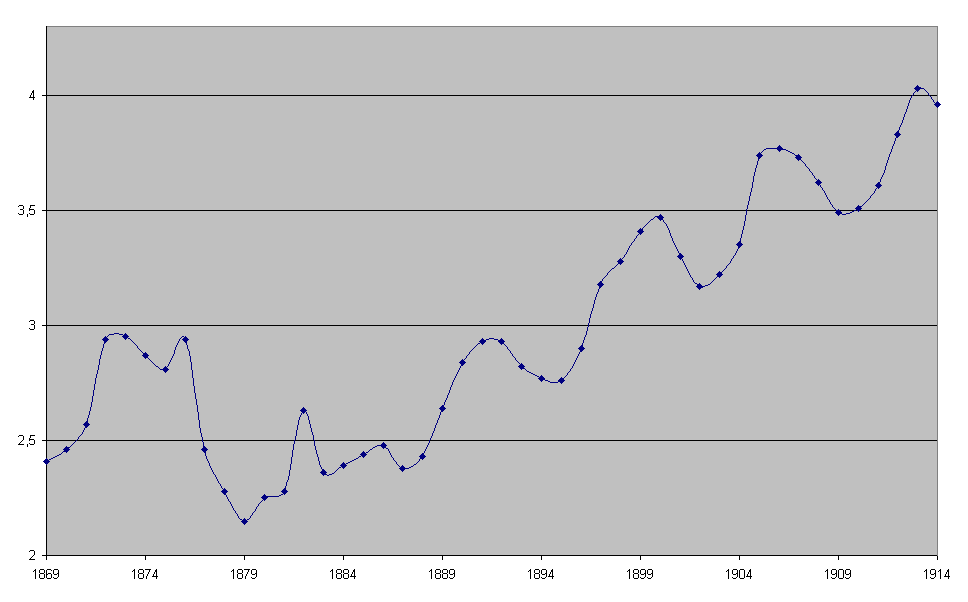
Die Lohnentwicklung im Ramsbecker Bergbau zwischen 1869 und 1914 macht den Konjunkturverlauf deutlich. Dieser war einer der Faktoren, die auf die bergbauliche Entwicklung in dieser Zeit Einfluss hatten

Insgesamt erlebte der Sauerländer Bergbau vor allem in den Jahrzehnten nach der Jahrhundertmitte einen beachtlichen Aufschwung. Lag die Gesamtzahl der Beschäftigten im Bergrevier Brilon in den 1840er Jahren bei durchschnittlich gerade einmal 500 Mann, stiegen die Arbeiterzahlen in den 1850er Jahren zunächst vor allem durch den Ausbau des Ramsbecker Bergbaus erheblich an. Im Jahr 1857 zählte man 1819 Bergleute. In den 1860er bis 1880er Jahren waren durchschnittlich mehr als 2000 Personen im Bergbau dieses Reviers beschäftigt. Den absoluten Höhepunkt erreichten die Bergarbeiterzahlen zu Beginn der 1880er Jahre, als fast 3000 Mann in diesem Bereich beschäftigt waren. Mit dem Niedergang der Eisenerzförderung und der Stagnation im Bereich der Nichteisenmetalle gingen auch die Bergarbeiterzahlen deutlich zurück. Im Jahr 1899 zählte das Oberbergamt in Bonn im Bergrevier Brilon unter Einschluss des benachbarten Fürstentums Waldeck noch über 2000 Arbeiter. Nur vier Jahre später waren es im Jahr 1903 nicht einmal mehr 1600 Beschäftigte. Nach einer Neueinteilung der Bergreviere zählte man 1908 im neuen Revier Arnsberg, zu dem die Kreise Arnsberg, Brilon und Meschede, nicht aber mehr die Gruben im Kreis Olpe gehörten, nur noch etwas mehr als 1400 Arbeiter. Im Jahr 1921 zählte das Oberbergamt im Revier Arnsberg nur noch knapp 900 Bergarbeiter. Dieser langfristige Bedeutungsverlust zeigt sich auch auf der Ebene der Kreise. Noch in den ersten Jahrzehnten des Kaiserreichs war der Bergbau im Kreis Meschede der wichtigste nichtlandwirtschaftliche Beschäftigungsbereich. Im Bergbau und dem eng mit ihm verbundenen Hüttenwesen waren 1882 immerhin mehr als 1000 Personen beschäftigt. Insgesamt machten die in Bergbau und Verhüttung Beschäftigten etwa 20 % aller in Handwerk, Industrie und Bergbau Tätigen aus. Mit über 1700 Beschäftigten und einem Anteil von 30 % der im Bergbau und produzierenden Gewerbe Berufstätigen war die Bedeutung des Berg- und Hüttenwesens im Kreis Brilon noch höher als im Nachbarkreis. Ähnliches gilt auch für den Kreis Olpe, wo im Berg- und Hüttenwesen ebenfalls etwa ein Drittel aller im Bergbau und produzierenden Sektor Tätigen beschäftigt war. Mit einem Anteil von nicht einmal 3 % spielte das Berg- und Hüttenwesen im Kreis Arnsberg dagegen kaum noch eine Rolle.
Am Ende des 19. Jahrhunderts hatte sich der Schwerpunkt des regionalen Bergbaus vor allem als Folge des Aufschwungs im Schwefelkiesabbau immer mehr in den Kreis Olpe verlagert. Dort waren 1907 mehr als 1200 und 1925 immerhin noch über 900 Personen in diesem Bereich beschäftigt. Im Kreis Meschede hatte sich die Zahl der Beschäftigten bereits bis 1907 auf nicht einmal 700 etwa halbiert und erreichte 1925 nicht einmal die Zahl von 500 Beschäftigten. Völlig bedeutungslos war der Bergbau 1907 mit 67 Beschäftigten im Kreis Brilon. Diese Zahl stieg bis 1925 nur geringfügig auf 172 an.
Nicht einmal 6 % der in den Handwerks-, Industrie- und Bergbaubetrieben des Kreises Meschede Beschäftigten entfiel noch auf den Bergbau, im Kreis Brilon waren es nicht einmal mehr 3 %. Innerhalb nur weniger Jahrzehnte hatte der Bergbau in den Kreisen Brilon und Meschede damit seine Bedeutung als zentraler Beschäftigungsbereich verloren.

### Entwicklung einzelner Gruben und Reviere

#### Kupferbergbau Marsberg

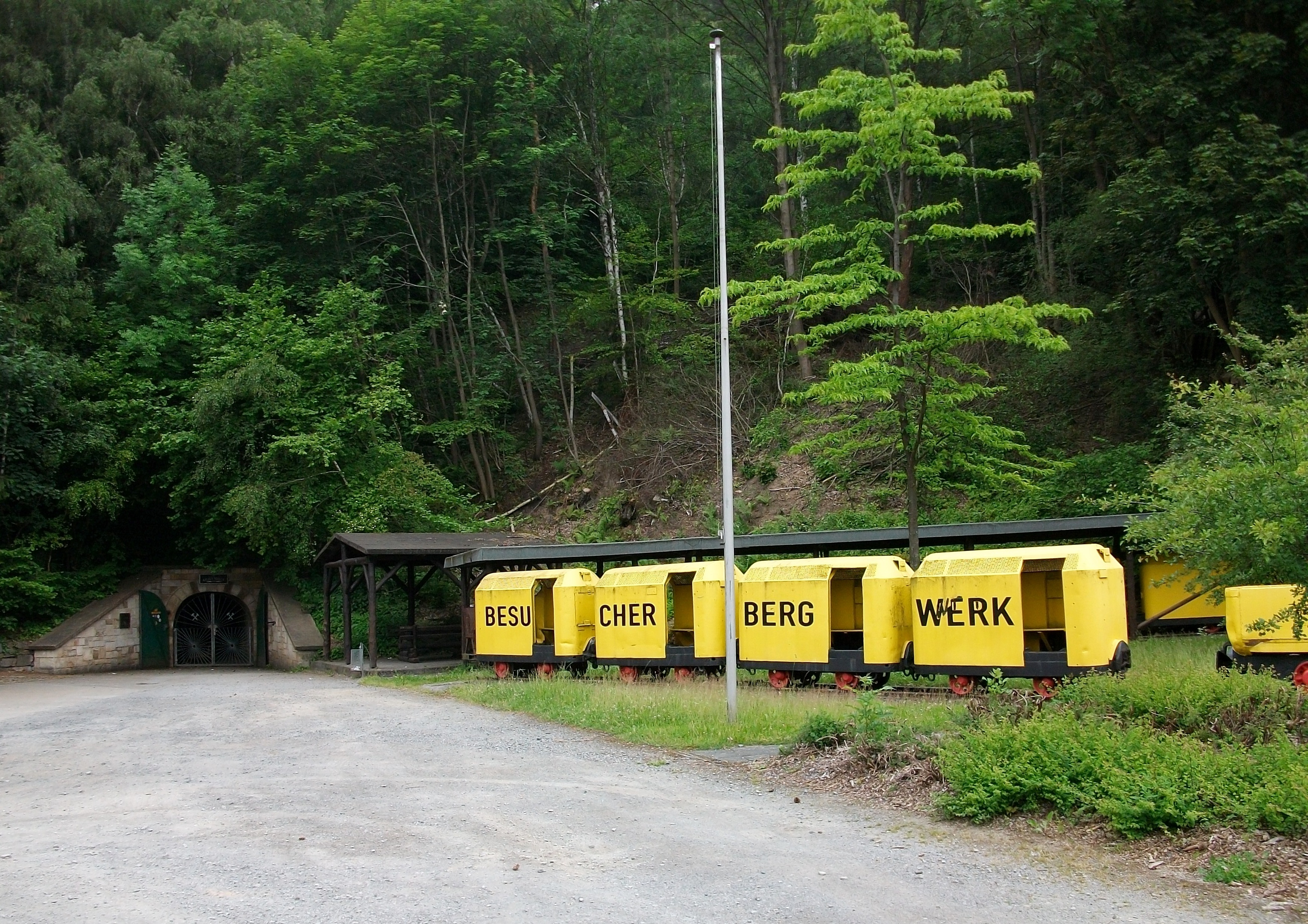
Kilianstollen in Marsberg

Dies zeigt sich etwa am Beispiel des Marsberger Kupferbergbaus. Dieser konnte zwar auf eine lange Tradition zurückblicken, wurde aber zu Beginn des 19. Jahrhunderts nur in geringem Umfang betrieben. In den 1830er Jahren investierten dann auswärtige Unternehmer in den Betrieb. Ein weiterer Aufschwung war mit der Umwandlung der alten Gewerkschaft in eine Aktiengesellschaft seit dem Jahr 1856 verbunden. Das Unternehmen legte neue Gruben an, fasste die im Streubesitz befindlichen bestehenden Abbaustellen in einem Grubenfeld zusammen und führte neue chemische Techniken zur Scheidung von Erz und Gestein ein. Bezogen auf die Belegschaftsentwicklung und die Förderleistung lagen die Hauptexpansionsphasen des Unternehmens in den 1840er und den frühen 1860er Jahren. Durch sinkende Erzpreise stagnierte die Entwicklung des Betriebes in den folgenden Jahrzehnten. Am Ende des 19. Jahrhunderts waren die Belegschaftszahlen nur wenig höher als in den 1870er Jahren. Nach dem Ersten Weltkrieg ließ die Bedeutung des Unternehmens immer mehr nach. Zunächst wurde der Erzabbau eingestellt, bis während der Weltwirtschaftskrise auch die Verhüttung aufgegeben wurde. Im Zuge der Kriegsvorbereitungen während des Nationalsozialismus wurde der Kupferbergbau in Marsberg noch einmal reaktiviert und nach dem Ende des Zweiten Weltkriegs endgültig aufgegeben.

#### Blei- und Zinkbergbau Ramsbeck

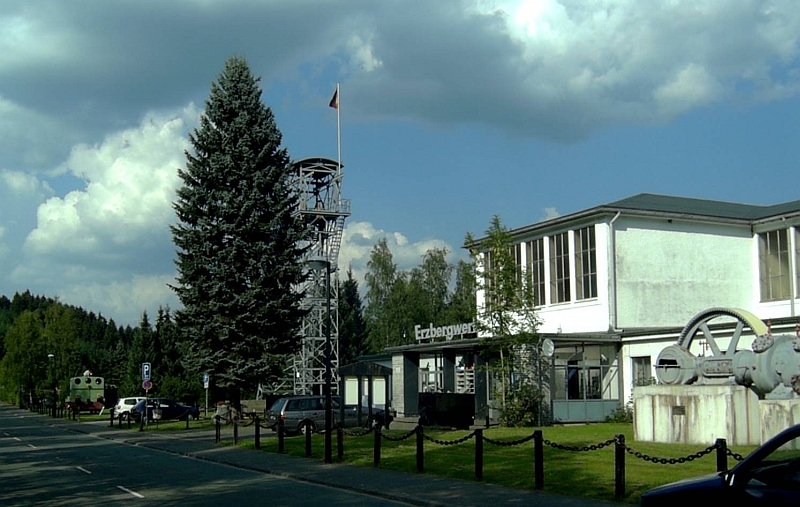
Erzbergwerk Ramsbeck über Tage

Im Kern vergleichbar war auch die Entwicklung im Ramsbecker Blei- und Zinkbergbau. In diesem Gebiet setzte nach 1815, zunächst vom Arnsberger Gewerken Josef Cosack vorangetrieben und dem Neheimer Unternehmer Friedrich Wilhelm Brökelmann zu einem Gutteil finanziert, der Ausbau der Gruben, die Konsolidierung des zersplitterten Besitzes und die Rationalisierung der Abbaumethoden ein. Dies machte die Ramsbecker Gewerkschaft in den 1830er und 1840er Jahren zum größten Unternehmen im Kreis Meschede mit mindestens 220 Beschäftigten. In den Folgejahren geriet die Gewerkschaft in eine Krise, die zur Schließung einzelner Betriebsteile und zum drastischen Sinken der Beschäftigtenzahlen führte. Ein erneuter Aufschwung war mit dem Übergang des Betriebes in den Besitz des „Rheinisch-Westfälischen Bergwerksvereins“ zu Beginn der 1850er Jahre verbunden. Unter der Leitung des angesehenen Bergbaufachmanns von Beust entwickelte sich der Betrieb bereits in dieser Phase zu dem mit Abstand größten Unternehmen des Sauerlandes. 1853 beschäftigte das Unternehmen bereits 317 Grubenarbeiter und 455 Haldenarbeiter.

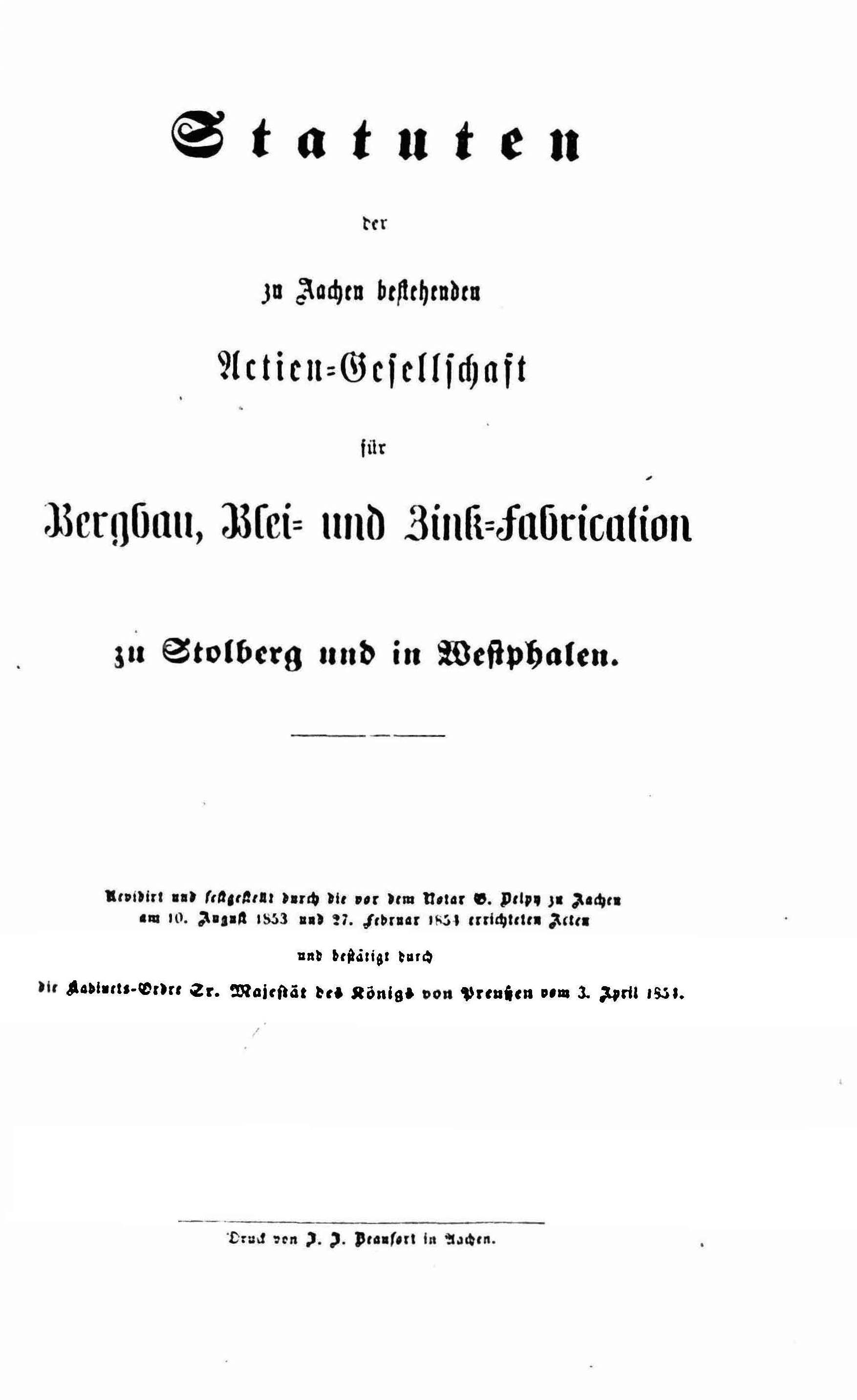
Statuten der AG für Bergbau in Stolberg und Westphalen von 1854

Im Jahr 1854 fusionierte das Unternehmen mit der „Stolberger Aktiengesellschaft für Bergbau, Blei- und Zinkfabrikation“. Die nun einsetzende Epoche der Betriebsentwicklung war von einer für das Sauerland bis dahin beispiellosen Expansion geprägt. Mit dem Ziel, den Standort Ramsbeck zu einem europäischen Zentrum der Erzförderung und -verarbeitung zu machen, wurde mit einem enormen Kapitalaufwand begonnen, eine Reihe von Aufbereitungsanstalten und eine neue große Verhüttungsanlage bei Ostwig zu bauen. Vorgesehen war eine Belegschaftsstärke von 2.000 bis 3.000 Mann, die man vor allem in den traditionellen Bergbaugebieten des Harzes und in Sachsen anwarb. Zu ihrer Unterbringung wurde eine Reihe von Arbeiterkolonien gebaut. Die betriebliche Leitung lag bei Hans Max Philipp von Beust. Die strategische Leitung lag allerdings bei Henry Marquis de Sassenay.
Der Traum von einem europäischen Bergbauzentrum endete in einem beispiellosen wirtschaftlichen Skandal für die Region und mit hohen finanziellen Verlusten für die Aktionäre. Auf einer realistischen Grundlage wurde der Betrieb in den folgenden Jahren saniert. Eine Folge der Sanierung war eine erhebliche Reduzierung der Belegschaftsgröße von etwa 1800 Mann auf eine durchschnittliche Stärke von etwa 1.300 Mann in den 1860er bis 1880er Jahren. Aber auch mit dieser reduzierten Belegschaft waren die Ramsbecker Gruben über Jahrzehnte der größte Arbeitgeber in der Region. Auf längere Sicht wirkte sich auch in diesem Betrieb das Sinken der Erzpreise negativ aus. Die Grubenleitung in Ramsbeck reagierte auf die veränderten Marktbedingungen mit weitreichenden Rationalisierungsmaßnahmen. Bereits seit dem Ende der 1870er Jahre kam es unter dem Direktor Carl Haber zur Einführung von Bohrmaschinen auf den vier Hauptgruben. Außerdem wurden ältere Aufbereitungsanlagen durch leistungsfähigere Betriebsteile ersetzt. Darüber hinaus wurden einige nicht mehr rentable Gruben und die noch vorhandenen Verhüttungsbetriebe geschlossen. Diese Maßnahmen wirkten sich auch auf die Belegschaftszahl aus. Die Zahl der Arbeiter ging seit Mitte der 1880er Jahre kontinuierlich zurück. In den 1890er Jahren unterschritt die Beschäftigtenzahl erstmals die Marke von eintausend Arbeitern. Bis zum Beginn des Ersten Weltkrieges ging dieser Personalabbau fast ununterbrochen weiter. Im Jahr 1913 zählte man gerade noch 500 Beschäftigte im Ramsbecker Revier. Als Folge des Krieges und der Verwerfungen der Nachkriegszeit sanken die Arbeiterzahlen weiter ab und erreichten 1920 mit nicht einmal 300 Beschäftigten ihren Tiefpunkt, um erst 1926 wieder den Vorkriegsstand zu erreichen. Trotz großer Probleme hatte der Betrieb immerhin die Inflationszeit und die Weltwirtschaftskrise überstanden, ehe mit der Autarkiepolitik des Nationalsozialismus ein gewisser Aufschwung einsetzte. 1974 wurde das Erzbergwerk in Ramsbeck in ein Bergbaumuseum mit Besucherbergwerk umgewandelt.

#### Eisenerzförderung im Raum Marsberg-Giershagen-Adorf
Neben dem Buntmetallbergbau erlebte auch der Eisenerzbergbau seit den 1860er Jahren im Bergrevier Brilon und im benachbarten Gebiet bei Adorf (Grube „Martenberg“) in Waldeck einen beachtlichen Aufschwung. Die Gründe lagen in einem völligen Strukturwandel der Besitzverhältnisse der Gruben im Raum Marsberg-Bredelar-Giershagen und im Anschluss der Region an die Eisenbahn. An die Stelle regionaler Gewerkschaften und Unternehmer traten einige Ruhrgebietskonzerne, die so ihre Rohstoffbasis sichern wollten. Die neue Entwicklung kündigte sich bereits 1848 an, als ein Vorläuferunternehmen der Aplerbecker Hütte die Grube Eckefeld bei Giershagen erwarb. Mit dem Übergang der Gruben der Familie Ullrich an die Dortmunder Union waren schließlich alle bedeutenden Eisenerzgruben des Kreises Brilon in der Hand von Ruhrgebietskonzernen. Die direkte Eisenbahnverbindung mit dem Kohlerevier schuf seit Anfang der 1870er Jahre die Voraussetzung für die Ausbeutung der Erzvorkommen im großen Stil. Diese Veränderungen leiteten einen bisher nicht gekannten Aufschwung des Eisenerzbergbaus ein. Die Eisenerzförderung lag im gesamten Revier im Jahr 1840 nur bei etwa 13.000 Tonnen und stieg bis in die 1880er Jahre auf 125.000 Tonnen an. Diese gerade für den abgelegenen Kreis Brilon äußerst positive wirtschaftliche Entwicklung erwies sich allerdings als eine kurze Episode. Bereits gegen Ende der 1880er Jahre sanken die Fördermengen rasch ab. Mit der Grube Eckefeld stellte dann 1897 ein erster bedeutender Betrieb den Abbau ganz ein. Bereits um die Jahrhundertwende spielte die Eisenerzförderung in diesem Gebiet keine Rolle mehr. Dieser rapide Bedeutungsverlust hing mit technischen Innovationen in der Eisen- und Stahlindustrie des Ruhrgebiets zusammen. Die chemische Zusammensetzung machte das Sauerländer Erz nur noch bedingt nutzbar.

#### Eisenerzbergbau im Raum Sundern
Noch in den ersten Jahrzehnten des 19. Jahrhunderts waren der Bergbau und die Verhüttung im Raum Sundern von einer erheblichen wirtschaftlichen Bedeutung. In der zweiten Hälfte spielte der Bergbau allerdings nur noch eine geringe Rolle, auch wenn immer wieder versucht wurde, an die vorindustriellen Traditionen anzuknüpfen. 1848 wurden im Raum Sundern alle Eisenerzvorkommen in zwei Distriktsfeldern konzentriert. Diese Verleihungen waren der Startschuss für erneute Schürfungen in diesem Gebiet. Verhüttungsfähige Erze wurden jedoch weiterhin nur in den schon bewährten Gruben Hermannszeche, Rotloh, Rosengarten und in der Michaelszeche gefördert. Um weitere Aufschlüsse zu finden, wurden einzelne Stollenprojekte in Angriff genommen. Die Belegschaft schwankte sehr stark. In einem Quartal waren es nur 2 Mann, in einem anderen Jahr arbeiteten 25 Mann in der Grube. 1874 kamen die Arbeiten zum Erliegen, und 1889–1894 war das Grubenfeld verpachtet. Um die Jahrhundertwende wurde an neuen Aufschlussprojekten gearbeitet.
Das letzte große Stollenprojekt war 1903 der Vortrieb des Grillostollens. 1905 konsolidierten die beiden Gewerkschaften unter dem Namen „Consolidierte Eisen- und Manganerzbergwerke Bracht-Wildewiese“. Im Bereich Wildewiese wurde 1910 aller Bergbau eingestellt, lediglich in der Hermannszeche war noch Betrieb. Das Bergwerk wechselte in den nächsten Jahren den Besitzer und wurde 1932 Bestandteil der Gewerkschaft Christianenglück II. Zwischenzeitlich war 1935 eine Wiederaufnahme der Förderung beschlossen; sie wurde aber aufgrund der wenig vorteilhaften Erzanalyse wieder aufgegeben. 1941 wurden alle Arbeiten an den Grubenbauten der Hermannszeche endgültig eingestellt.

#### Schwefelkiesbergbau in Meggen und Halberbracht
Seit den frühen 1850er Jahren wurde in der Gegend von Meggen Schwefelkies bergmännisch gewonnen, der vor allem zur Produktion von Schwefelsäure gebraucht wurde. Aufschwung erfuhr der Betrieb vor allem mit dem Bau der Lennetalbahn in den 1860er Jahren. Nicht nur die chemische Industrie in Deutschland war auf diesen Rohstoff angewiesen, vielmehr gingen zeitweise fast 2/3 der Produktion in den Export. Einige englische Bergbauunternehmen erwarben sogar Gruben im Meggener Revier. Die Erschließung von billigeren portugiesischen Schwefelkiesvorkommen beendete den Exportboom und führte den Bergbau in Meggen und Halberbracht in eine erste Krise. Die englischen Gruben gingen in eine Gesellschaft über, die 1879 unter dem Namen „Gewerkschaft Siegena“ neu gegründet wurde. Der Name weist auf Siegen hin, dem Wohnort der Hauptanteilseigner. Daneben entstand als Zusammenschluss kleinerer Gewerkschaften in den 1850er Jahren die „Gewerkschaft Sicilia“. Beide Unternehmen standen dabei in einer ständigen Konkurrenz miteinander, ehe sie 1880 begannen, in verschiedenen Punkten zusammenzuarbeiten.

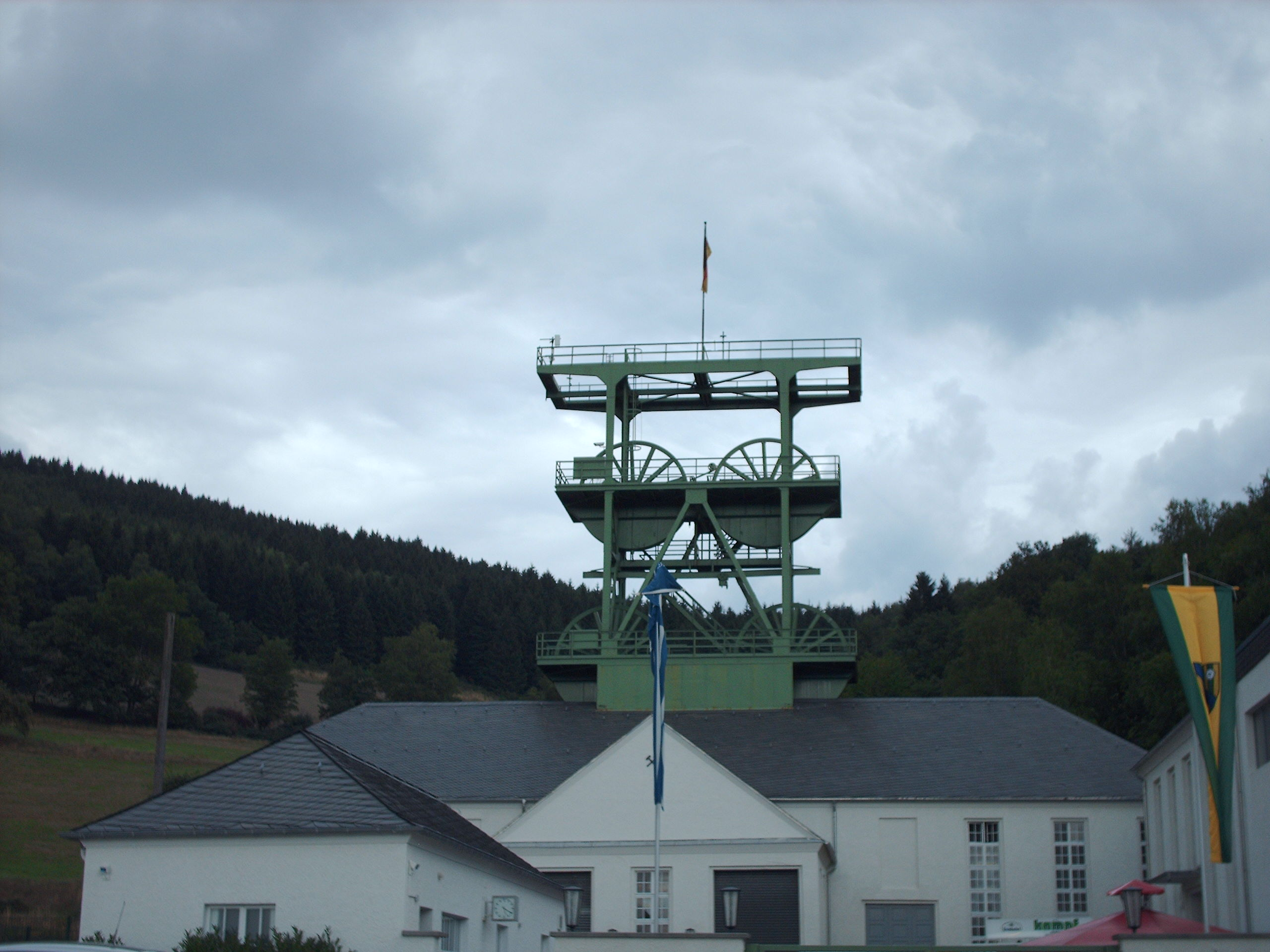
Fördergerüst des Siciliaschachts bei Meggen

Mit dem Aufschwung der chemischen Industrie während der Gründerjahre in Deutschland verbesserten sich die Absatzmöglichkeiten deutlich. Im Jahr 1871 gab es insgesamt 175 Gruben und 6 Erbstollen in der Gegend. Die große Depression seit Mitte der 1870er Jahre bedeutete einen erneuten wirtschaftlichen Rückschlag, auch wenn man zusätzlich begann, Schwerspat zu fördern. Erst nach 1900 war eine Stabilisierung des Schwefelkiesabsatzes festzustellen.
In dieser Zeit entwickelte die Firma des Chemikers Rudolf Sachtleben ein Verfahren zur Verwendung von bislang nicht nutzbaren Überresten der Schwefelkiesgewinnung zur Herstellung von Lithopone. Für die späteren Fabriken der Sachtleben Chemie wurden die Gruben im Sauerland zur wichtigsten Rohstoffquelle. Zunächst schloss Sachtleben nur einen Kooperationsvertrag mit den bestehenden Gewerkschaften. Im Jahr 1906 kam es zur Verschmelzung mit der Gewerkschaft Siegena unter der Firma „Gewerkschaft Sachtleben“ mit Sitz in Homburg. Im Jahr 1913 erwarb Sachtleben die Mehrheit der Kuxe der Gewerkschaft Sicilia von dem Grafen Landsberg von Velen und Gemen und weiteren Anteilseignern. Beide Gewerkschaften blieben zwar eigenständige Rechtskörper, sie wurden aber faktisch als ein Unternehmen betrieben. In den Jahren vor dem Ersten Weltkrieg lag die Jahresförderung bei 150.000–200.000 t.
Der Schwefelkies- und Schwerspatbergbau rund um Meggen und Halberbracht erlebte gerade auch wegen seiner kriegswichtigen Bedeutung (im Gegensatz zu fast allen anderen Sauerländer Bergbaubetrieben) im Ersten Weltkrieg einen erheblichen Aufschwung. Die Belegschaft stieg von 1500 Mann 1915 auf fast 3000 Arbeiter im Jahr 1918 an, die Produktionsmenge lag bei 700.000 t. Während der Weimarer Republik erwarb die Frankfurter Metallgesellschaft AG einen Teil der Anteile an beiden Gewerkschaften. Diese konnten mit dieser finanziellen Unterstützung durch den Erwerb kleinerer Gruben den gesamten Abbau in einer Hand vereinen. Am Ende der 1920er Jahre waren die Gruben bei Meggen die führenden Schwerspat- und Schwefelkiesgruben der Welt. Der Anteil an der Schwerspat-Weltproduktion lag bei 22 % und der Anteil an der deutschen Schwefelkiesproduktion bei 25 %. Während des Zweiten Weltkrieges waren die Gruben ebenfalls kriegswichtig und erlebten einen weiteren Aufschwung. 1943 wurden insgesamt über 4000 Arbeiter beschäftigt, darunter viele Zwangsarbeiter und Kriegsgefangene, und eine Jahresförderung von über 1 Million t erreicht.
Nach dem Zweiten Weltkrieg kam es mit Rationalisierungsmaßnahmen zwar zu einem massiven Personalabbau, aber der Bergbau blieb leistungsfähig. Seit den späten 1980er Jahren wurde schließlich deutlich, dass die wirtschaftlich gewinnbaren Lagerstätten weitgehend erschöpft waren. Die endgültige Einstellung der Produktion erfolgte 1992. Die bergbaulichen Einrichtungen wie Bergehalden und Absetzteiche sind auch heute noch an vielen Stellen in der Umgebung von Meggen sichtbar.

#### Bergbau im Warsteiner Raum
Im 19. Jahrhundert führte die Verknappung und Verteuerung der Holzkohle (bei gleichzeitigem Aufkommen der Koks-Verhüttung im Ruhrgebiet) zur Einstellung der Roheisengewinnung in Warstein. Der Bergbau kam zum Erliegen, alle Bergwerke wurden geschlossen. Der Anschluss Warsteins an das Eisenbahnnetz der „Warstein-Lippstädter Eisenbahn Gesellschaft“, der späteren WLE, im Jahr 1883 ermöglichte den Erztransport ins relativ nahe liegende Ruhrgebiet, was zur Wiederaufnahme des Bergbaus in einigen Bereichen führte: Grube David, Grube Suttbruch, Grube Rom, Grube Hirschfeld.
Bergbau wurde in Warstein an zahlreichen Standorten betrieben. Wahrscheinlich gehen die meisten der heute noch ermittelbaren Standorte auf den neuzeitlichen Bergbau des 18. und 19. Jahrhunderts zurück, dennoch ist für einzelne Standorte eine frühere Datierung nicht ausgeschlossen. Mitten in der heutigen Bebauung lag die Grube Hirschfeld. Ein größeres, zusammenhängendes Abbau-Gebiet stellte der Stillenberg in Warstein dar. Hier lassen sich noch heute viele Spuren von Pingen, Schächten, Stollen und Halden ausmachen. Bis ins späte 19. Jahrhundert wurde in der Grube Martinus abgebaut. Der Abbau-Bereich dieser Grube wurde seit dem frühen 20. Jahrhundert dann als Freilichtbühne der Psychiatrischen Klinik genutzt. Die Grube Suttbruch lag am Abhang des Lörmecketals, sie förderte bis 1923. Im Schorental lassen sich Bergbauspuren ausmachen, die auf die im 19. Jahrhundert belegte Grube „St. Christoph“ zurückgehen (konsolidiert aus vier kleineren Bergwerken), aber auch ältere Abbauten umfassen. Mindestens zwei Abbauplätze lassen sich im anschließenden Bermecketal nachweisen – eine davon die Grube „Georg“. Ein größerer Tagebau im Kahlenberg war die Grube „Siebenstern“. Von besonderer Bedeutung ist die Grube „David“ in der Nähe der Bilsteinhöhle. Ihre Schließung im Jahr 1949 beendete den Eisenerz-Bergbau im Warsteiner Raum.

## Brauchtum und Traditionspflege
Bis in das 20. Jahrhundert hinein war unter den Bergleuten der Region ein besonderes religiöses Brauchtum und die Verehrung bestimmter Heiliger verbreitet. So wurden der heilige Antonius von Padua, die heilige Anna, die heilige Barbara und Papst Silvester verehrt. Eine Besonderheit im nordwestdeutschen Raum war die Verehrung für den heiligen Josef in der Gegend von Olpe. Für den heiligen Antonius von Padua existierte bei den Kupfergruben seit dem 16. Jahrhundert sogar eine Kapelle zu seinen Ehren. In Marsberg war auch ein gemeinsames Gebet vor Schichtbeginn bis in das 20. Jahrhundert üblich. Vielerorts fuhren die Bergleute, ebenfalls bis ins 20. Jahrhundert, am Silvestertag am 31. Dezember oder am Gedenktag der heiligen Barbara am 4. Dezember nicht ein und besuchten stattdessen einen gemeinsamen Gottesdienst.
Eine ungewöhnliche Verbindung von Religiosität und Bergbau stellt ein Kreuzweg im Elpetal bei Wulmeringhausen dar (Verlauf von Lage nach Lage). An einem steilen Bergmannspfad zur Grube Aurora haben Bergleute mit Messerschnitzereien im 19. Jahrhundert einfache Darstellungen in die Rinde von Bäumen geschnitzt. Dabei handelt es sich um ursprünglich wohl vierzehn Stationen eines Kreuzweges. Noch heute sind einige der Darstellungen sichtbar. Dabei dienten die Schnitzereien nicht nur der religiösen Erbauung, sondern auch als Wegzeichen.
Nach dem Ende des Bergbaus wurden zur Erinnerung an verschiedenen Stellen der Region Besucherbergwerke oder ähnliche Einrichtungen geschaffen. Dazu zählt der Kilianstollen in Marsberg, das Besucherbergwerk in Ramsbeck, der Stollen der Grube Eisenberg zwischen Brilon und Olsberg, das Schwerspatbergwerk Dreislar, das Schieferbergbau- und Heimatmuseum Holthausen oder das Bergbaumuseum Siciliaschacht in Meggen. Daneben existieren auch Vereine wie die Bergmannskapelle in Fredeburg oder der Knappenverein in Giershagen, die in der Tradition des Bergbaus stehen.

## Arbeitskreis „Bergbau im Sauerland“
Im Jahr 2001 wurde der Arbeitskreis „Bergbau im Sauerland“ gegründet, getragen von der Historischen Kommission für Westfalen und dem Westfälischen Heimatbund. Er setzte sich zur Aufgabe, das Wissen über den historischen Bergbau im Sauerland zu erweitern und darüber hinaus auch in geeigneter Form zu veröffentlichen. Öffentliche Tagungen und kleinere Expertengespräche fanden zunehmend Anklang. Der Arbeitskreis sorgt für eine bessere Verzahnung von wissenschaftlicher Forschung in Ämtern und Archiven und den Forschungen der verschiedenen Städte und Gemeinden.
Die Ergebnisse der öffentlichen Tagung 2005 in Ramsbeck wurden in einem Tagungsband publiziert (vgl. Literatur „Bergbau im Sauerland. Westfälischer Bergbau in der Römerzeit und im Frühmittelalter. Tagungsband“). Eine erste Gesamtübersicht über den Stand der Montanforschung erschien im Frühjahr 2008 (Literatur: „Berg-, Hütten- und Hammerwerke im Herzogtum Westfalen im Mittelalter und in der frühen Neuzeit“). Darüber hinaus wird im Internetportal „Westfälische Geschichte“ eine ausführliche Datensammlung mit Quellen, Regesten, Fundpunkten unterhalten, die Berg-, Hütten- und Hammerwerke in großer Zahl recherchierbar macht.

### Ältere Literatur
- Ludwig Hermann Wilhelm Jacobi: Berg-, Hütten- und Gewerbewesen des Regierungsbezirks Arnsberg in statistischer Darstellung. Iserlohn 1857.
- Oberbergamt Bonn (Hrsg.): Beschreibung der Bergreviere Arnsberg, Brilon und Olpe sowie der Fürstentümer Waldeck und Pyrmont. Bonn 1890.
- Georg Fischer: Über Genese und zukünftige Abbaumöglichkeit der mitteldevonischen Roteisenerze der Gegend von Brilon. Berlin 1929.

### Neuere Literatur
- Karl Peter Ellerbrock, Tanja Bessler-Worbs (Hrsg.): Wirtschaft und Gesellschaft im südöstlichen Westfalen. Gesellschaft für Westfälische Wirtschaftsgeschichte, Dortmund 2001, ISBN 3-925227-42-3. Darin:
  - Stefan Gorißen: Ein vergessenes Revier. Eisenerzbergbau und Eisenhüttenwesen im Herzogtum Westfalen im 18. Jahrhundert. S. 27–47;
  - Jens Hahnwald: Schwarze Brüder in rotem Unterzeug … Arbeiter und Arbeiterbewegung in den Kreisen Arnsberg, Brilon und Meschede. In: Ebd., S. 224–275.
  - Wilfried Reininghaus, Georg Korte: Gewerbe und Handel in den Kreisen Arnsberg, Meschede, Brilon, Soest und Lippstadt 1889–1914. In: Ebd., S. 132–173.
- Heinz Wilhelm Hänisch: Der Kalkspatbergbau auf der Briloner Hochfläche. Eigenverlag, 1996.
- Heinz Wilhelm Hänisch: Der Metall-, Schiefer-, Baryt- und Marmorbergbau von 1200 bis 1951 auf der Briloner Hochfläche. Hrsg.: Heinz Wilhelm Hänisch, 2003.
- Miriam Hufnagel: Beiträge zur Geschichte des Bergbaus im Kreis Olpe. Teil 2: Bergbau in Meggen und Halberbracht und seine Auswirkungen auf die Siedlungsstruktur beider Orte. Schriftenreihe des Kreises Olpe Nr. 26, Herausgeber: Der Oberkreisdirektor des Kreises Olpe, Olpe 1995, ISSN 0177-8153.
- Reinhard Köhne (Hrsg.): Bergbau im Sauerland. Westfälischer Bergbau in der Römerzeit und im Frühmittelalter. Tagungsband. Westfälischer Heimatbund, Münster 2006, ISBN 3-928052-12-8.
- Reinhard Köhne: Historischer Bergbau im Sauerland („Westfälisches Erzgebirge“) (PDF; 762 kB). In: Geographische Kommission für Westfalen / LWL (Hrsg.): GeKo Aktuell, Heft 1/2004. Münster 2004, ISSN 1869-4861, S. 2–10.
- Jan Ludwig: Ramsbecker Erzbergbau 1740–1907. In: Tagungsband (Alt) Bergbau- und -Forschung in NRW 2012
- Wilfried Reininghaus, Reinhard Köhne: Berg-, Hütten- und Hammerwerke im Herzogtum Westfalen im Mittelalter und in der frühen Neuzeit. Veröffentlichungen der Historischen Kommission für Westfalen XXIIA Bd. 18. Aschendorff Verlag, Münster 2008, ISBN 3-402-15161-8.
- Michael Senger (Redaktion): Bergbau im Sauerland. Herausgeber: Westfälisches Schieferbergbaumuseum Schmallenberg-Holthausen, Schmallenberg-Holthausen 1996, ISBN 3-930271-42-7.
- Martin Straßburger: Archäologie des Ramsbecker Bergbaus. Veröffentlichungen der Altertumskommission in Westfalen. In R. Köhne, W. Reininghaus, Th. Stöllner (Hrsg.): Bergbau im Sauerland: Westfälischer Bergbau in der Römerzeit und im Frühmittelalter (= Schriften der Historischen Kommission für Westfalen, 20). Münster 2006, S. 58–82.
- Martin Straßburger: Burgen, Höhlen, Gräber: Das erste Eisen im Sauerland. Begleitpublikation zur Sonderausstellung im Erzbergbaumuseum Ramsbeck vom 1. August bis 2. Dezember 2006. Bestwig 2006.
- Martin Straßburger: Plumbi nigri origo duplex est – Bleibergbau der römischen Kaiserzeit im nordöstlichen Sauerland. In W. Melzer, T. Capelle (Hrsg.): Bleibergbau und Bleiverarbeitung während der römischen Kaiserzeit im rechtsrheinischen Barbaricum (= Soester Beiträge zur Archäologie, Bd. 8). Soest 2007, S. 57–70.
- Martin Straßburger: Archäologie und Geschichte des Ramsbecker Bergbaus vom Mittelalter bis 1854. Der Anschnitt 59, 2007. H. 6, S. 182–190.
- Martin Vormberg, Fritz Müller: Beiträge zur Geschichte des Bergbaus im Kreis Olpe. Teil 1: Der Bergbau in der Gemeinde Kirchhundem. Schriftenreihe des Kreises Olpe Nr. 11. Olpe 1985, ISSN 0177-8153.
- Gerhard Hausen: Zwangsarbeit im Kreis Olpe, Band 32 der Schriftenreihe des Kreises Olpe, Selbstverlag, 2007, ISSN 0177-8153 (232 Seiten).